# Episodi di Black Clover
Questa è la lista degli episodi dell'anime Black Clover.
L'adattamento anime realizzato da Pierrot, viene trasmesso dal 3 ottobre 2017.

## Lista episodi

### Prima stagione
| Nº | Titolo italiano Giapponese 「Kanji」 - Rōmaji | In onda           | In onda |
| Nº | Titolo italiano Giapponese 「Kanji」 - Rōmaji | Giapponese        |         |
| 1  | Asta e Yuno 「アスタとユノ」 - Asuta to Yuno | 3 ottobre 2017    |         |
| 1  | Nel Regno di Clover, gli orfani Asta, un ragazzo estroverso e competitivo, e Yuno, un ragazzo tranquillo con una grande affinità per la magia, vogliono diventare il prossimo Imperatore Magico, il mago più potente del regno. Un giorno Asta e Yuno si recano a una cerimonia per ricevere un grimorio, ognuno adatto alle proprie abilità. Anche se di norma un grimorio reca sulla copertina una foglia a tre punte simboleggianti l’integrità, la speranza e l’amore, Yuno riceve un grimorio con una foglia a quattro punte (che simboleggia la buona fortuna), mentre Asta, privo di qualsiasi potere magico, non lo riceve affatto. Yuno viene attaccato da un ex cavaliere magico caduto in disgrazia con l’intento di rubargli il grimorio con foglia a quattro punte. Asta, intervenuto per difendere l'amico, viene malmenato dal ladro che lo ridicolizza per la sua mancanza di potere magico. La determinazione di Asta e le parole di amicizia di Yuno, tuttavia, evocano un grimorio nero con una leggendaria foglia a cinque punte, la quale dovrebbe simboleggiare un demone. |                   |         |
| 2  | La promessa del ragazzo 「少年の誓い」 - Shōnen no chikai | 10 ottobre 2017   |         |
| 2  | In un flashback, un giovane Asta trascorre la maggior parte del suo tempo a convincere Sorella Lily a sposarlo. Assieme a Yuno, i due vengono ispirati dalla storia del primo Imperatore Magico, con Asta che dice che lo sarebbe diventato un giorno. A Yuno viene chiesto di recapitare un’importante lettera al capo di un villaggio vicino ma viene attaccato da un ladro che tenta di rubare il pendente che porta sempre al collo e che aveva con sé quando era stato abbandonato. Yuno è troppo spaventato per difendersi, ma Asta accorre per difenderlo e, anche se subisce molti danni, riesce a recuperare il ciondolo. Yuno decide di volere diventare coraggioso quanto Asta, annunciando che sarà il suo rivale e che diventerà Imperatore Magico prima di lui. Tornati al tempo presente, Asta utilizza il suo grimorio nero per evocare una spada nera gigante e batte senza sforzo il ladro. I due compagni riaffermano la loro promessa di rimanere amichevoli rivali finché uno dei due diventerà Imperatore Magico. |                   |         |
| 3  | Alla capitale del regno di Clover 「クローバー王国、王都へ!」 - Kurōbā ōkoku, ōto e! | 17 ottobre 2017   |         |
| 3  | Asta e Yuno si allenano senza tregua per l’esame di selezione dei cavalieri magici, nella speranza di diventare membri di una delle nove compagnie che utilizzano la magia per combattere sotto il comando dell’Imperatore Magico per difendere il Regno di Clover. La rivalità tra Asta e Yuno raggiunge un nuovo livello di competitività infantile. Padre Orgi e Sorella Lily tengono una festa di addio, congratulandosi con Yuno per i suoi futuri successi e facendo intendere ad Asta che se dovesse fallire sarebbe sempre il benvenuto alla chiesa. Nash, un orfano, dice ad Asta che se diventasse un cavaliere magico sarebbe la prova che ognuno può realizzare i propri sogni, anche i poveri e gli orfani. Asta e Yuno partono per la capitale, un viaggio a piedi di diversi giorni, continuando nel frattempo ad allenarsi e a rafforzarsi, anche se Yuno continua a superare Asta con la magia (svolgendo compiti in cui Asta usa utilizza forza fisica e abilità). I due giungono infine alla capitale e all’esame dei cavalieri magici, dove il successo sarà determinato dal dimostrarsi più abili degli altri candidati. |                   |         |
| 4  | L'esame d'ammissione all'Armata dei Cavalieri Magici 「魔法騎士団入団試験」 - Mahō Kishi-dan nyūdan shaken michi | 24 ottobre 2017   |         |
| 4  | Asta e Yuno si iscrivono all’esame, dove è già trapelata la notizia che Yuno ha ricevuto un grimorio con foglia a quattro punte. Entrambi vengono ridicolizzati dagli altri candidati di lignaggio più elevato. L’area dell’esame è piena di un particolare tipo di uccelli che sono attirati da chi è meno dotato di poteri magici. Asta è così circondato da questi uccelli, che invece ignorano Yuno. Asta viene avvicinato da Sekke Bronzazza, un ragazzo arrogante, che si offre di aiutarlo durante l’esame. Mentre questo procede, Yuno si dimostra superiore a tutti gli altri candidati, mentre Asta fallisce tutte le prove. Il test finale è un duello uno contro uno; Sekke sceglie Asta come suo avversario, rivelando di averlo scelto per la sua mancanza di abilità e il suo desiderio di diventare un cavaliere magico per condurre una vita senza troppi sforzi. Quando il duello inizia, Sekke evoca una scudo magico nella speranza che Asta si metta in imbarazzo tentando di superarlo. Asta evoca la sua spada e batte facilmente Sekke, ripetendo la sua promessa di diventare Imperatore Magico. |                   |         |
| 5  | La via per l'Imperatore Magico 「魔法帝への道」 - Mahōtei e no michi | 31 ottobre 2017   |         |
| 5  | Malgrado la sua agevole vittoria, Asta viene deriso per il suo sogno di diventare Imperatore Magico. Yuno viene avvicinato da Salim di Hapshass, un nobile arrogante che è certo che il suo potere sia molto superiore a quello di un cittadino comune. Anche se Salim utilizza il suo incantesimo più potente per provocare Yuno, viene facilmente sconfitto. Con la conclusione dei duelli, i capitani delle squadre scelgono i candidati di loro interesse; molti non ricevono alcuna offerta e vengono rispediti a casa. Yuno viene selezionato dai capi di tutte le nove squadre (un fatto senza precedenti) e si unisce ad Alba Dorata, che solitamente accetta solo i reali e i nobili. Asta viene quasi rimandato a casa quando Yami Sukehiro, il minaccioso capo del Toro Nero, lo prende con sé. Sekke, accettato dalla meno prestigiosa Mantide Verde, decide di vendicarsi ed evoca una lucertola velenosa perché morda Asta, lasciandolo invalido a vita. Yuno tuttavia distrugge la lucertola e Sekke fugge via. Asta viene portato al quartier generale del Toro Nero ma mentre si affretta a presentarsi viene colpito da un’esplosione magica. Mentre viene sbalzato all’indietro, Yami gli dà il benvenuto nel Toro Nero, la peggiore compagnia di cavalieri magici del regno.                                                                     |                   |         |
| 6  | Il Toro Nero 「暴の牛」 - Kuro no Bōgyū | 7 novembre 2017   |         |
| 6  | Al quartier generale dell’Alba Dorata, Yuno incontra Klaus Lunette, un cavaliere che mette in dubbio il suo merito di fare parte della compagnia. Asta scopre che l’esplosione è causata da due cavalieri del Toro Nero che stanno discutendo e nota diversi altri cavalieri che si comportano in maniera eccentrica. Yami dimostra la sua forza rimettendoli immediatamente in riga. Asta viene a sapere di essere stato accettato nella gilda ma si deve guadagnare il diritto di indossare l’uniforme. Dopo che Yami fa svolgere ad Asta una serie di prove, il test finale è un duello con Magna Swing, un giovane cavaliere specializzato nel lanciare palle di fuoco con una mazza da baseball infuocata. Asta utilizza la sua spada per deviare i proiettili lanciatigli da Magna. Completato il suo addestramento, ad Asta viene dato il benvenuto nel Toro Nero e riceve la sua uniforme. |                   |         |
| 7  | L'altro nuovo membro 「もう一人の新入団者」 - Mōhitori no shin nyūdan-sha | 14 novembre 2017  |         |
| 7  | Asta e Yuno scrivono lettere all’orfanotrofio, che è sorpreso (e orgoglioso) che entrambi siano diventati cavalieri magici. Asta incontra Noelle Silva, la figlia più giovane della famiglia reale anch’ella nuova recluta del Toro Nero. Dopo che Noelle irride le umili origini di Asta, la sconfigge facilmente e lei lascia la compagnia. Quando vede Noelle allenarsi, Asta capisce che non è in grado di controllare la sua magia. In un flashback, la famiglia di Noelle la prende in giro e rifiuta di farla entrare nell’Aquila Argentata (la squadra a cui la sua famiglia appartiene da generazioni). Tornati al presente, Noelle si intrappola accidentalmente in una bolla d’acqua gigante. Quando Asta trova Noelle, Yami lo costringe a salvarla. Capendo che il Toro l’ha accettata per quello che è in realtà, fa ritorno alla squadra. |                   |         |
| 8  | Go! Go! Prima missione! 「ゴーゴー初任務」 - Gō Gō hatsu ninmu | 21 novembre 2017  |         |
| 8  | Ad Asta vengono assegnate le faccende domestiche del Toro Nero e presto capisce di non avere idea di quali siano i compiti di un cavaliere magico. Yami si imbarca con Magna in una missione pericolosa (il loro nome in codice per il gioco d’azzardo). Essi perdono tutto in una sfida a poker contro il capo del villaggio di Saussy, che acconsente a condonare il debito se il Toro Nero si recherà a Saussy per eliminare dei cinghiali magici fiammeggianti. Sulla Crazy Cyclone (la sua scopa volante), Magna accompagna Asta e Noelle al villaggio. Un gruppo di maghi malvagi, guidato da Heath Grice, un mago del ghiaccio, arriva anch’esso a Saussy. |                   |         |
| 9  | Bestie 「獣」 - Kemono | 28 novembre 2017  |         |
| 9  | Grice e i maghi al suo seguito entrano a Saussy per cercare una pietra magica, mentre Asta uccide i cinghiali. Magna ricorda il suo passato di teppista e di quando fu convinto ad unirsi ai cavalieri magici dopo essere stato sconfitto dal capo villaggio. Usando la sua spada (che può annullare qualsiasi magia), Asta distrugge la barriera di nebbia ed entra a Saussy mentre Grice tenta di ucciderne gli abitanti. Magna li protegge ma presto si accorge che il capo villaggio è stato ucciso. Grice tenta di sconfiggere i nuovi venuti con una palla di ghiaccio gigante ma Asta la taglia a metà. Grice poi attacca con delle punte di ghiaccio da tutte le direzioni e, malgrado gli sforzi di Asta e Magna, diversi abitanti vengono feriti. Noelle prova ad attaccare Grice ma lo manca, costringendo Asta e Magna a intervenire. Quando una ragazzina terrificata chiede aiuto, gli istinti protettivi di Noelle sbloccano un nuovo incantesimo dal suo grimorio: uno scudo d’acqua gigante che protegge gli abitanti del villaggio dal ghiaccio. |                   |         |
| 10 | Il protettore 「護る者」 - Mamoru mono | 5 dicembre 2017   |         |
| 10 | Mentre Asta è presto sopraffatto dagli attacchi di Grice, Magna ripensa a quando era divenuto un cavaliere magico e il capo di Saussy gli aveva dato una sacca dove tenere il suo grimorio. Grice blocca la maggior parte degli attacchi ma diversi altri gli volano oltre; Asta li devia con la parte piatta della sua spada, sconfiggendo Grice e la maggior parte dei suoi maghi. Nascosto nell’uniforme di Asta, un uccello trova la pietra che Grice stava cercando. Grice uccide sé stesso e i suoi maghi per evitare di essere interrogato. L’uccello si tiene la pietra e inizia e vivere sulla testa di Asta. Il capo di Grice decide che può attendere a recuperare la pietra, mentre si prepara per "la Resurrezione". |                   |         |
| 11 | Un giorno in città 「とある日の城下町での出来事」 - Toaru hi no jōkamachi de no dekigoto | 12 dicembre 2017  |         |
| 11 | Dopo la morte di Grice, l’Imperatore Magico assegna una stella al Toro Nero. Le stelle rappresentano un’onorificenza nel Regno di Clover e le nove squadre competono per vedersele assegnate. In testa si trova l’Alba Dorata, con settanta stelle; il Toro Nero invece ha trenta stelle di demerito. Asta riceve il suo stipendio mensile (200.000 Yul – la valuta del Regno di Clover) e ne manda la maggior parte all’orfanotrofio. Vanessa Enoteca, un’affascinante membro del Toro Nero che indossa abiti succinti ed è frequentemente ubriaca, porta Noelle e Asta al mercato nero. Malgrado il suo disagio per l’atmosfera criminosa che aleggia, Noelle cerca oggetti magici che possano aiutarla a controllare il suo potere. Sekke, che ora svolge solo lavoretti minori per la Mantide Verde e si dedica al gioco d’azzardo, prova a flirtare con Noelle e Vanessa ed è infastidito dal sapere che le due splendide ragazze sono in compagnia di Asta. Un ladro improvvisamente ruba la borsa a un’anziana e Asta si affretta a rincorrerlo. |                   |         |
| 12 | L'Imperatore Magico ha visto tutto 「魔法帝は見た」 - Mahō tei wa mita | 19 dicembre 2017  |         |
| 12 | Asta e Sekke catturano il ladro e Asta restituisce alla donna il maltolto. L’anziana si rivela essere l’Imperatore Magico Julius Novachrono , che è intrigato dalla sconosciuta anti-magia di Asta. Yuno è alla sua prima missione con Klaus e l’altra nuova recluta Mimosa Vermillion (come Noelle, di famiglia reale) per scortare Salim de Hapshass, il nobile che era stato sconfitto da Yuno all’esame. Klaus è sospettoso che Salim abbia richiesto la presenza di Yuno, dal momento che a causa della sua sconfitta nessuna compagnia l’ha voluto. Salim apprende che Yuno proviene dal villaggio di Hage. Il gruppo viene attaccato da dei banditi e Salim propone di passare la notte nella vicina Hage. Yuno è riaccolto a casa con entusiasmo e Salim desidera rimanere per un po’. |                   |         |
| 13 | L'Imperatore Magico ha visto tutto, continuo 「続・魔法帝は見た」 - Zoku mahō mikado wa mita | 26 dicembre 2017  |         |
| 13 | Sorella Lily viene rapita da dei banditi. Yuno capisce di essere egli stesso il loro bersaglio, non Salim. Trova Sorella Lily con i banditi nel nascondiglio di Asta, sotto il teschio del demone gigante. Il capo chiede a Yuno di dargli il suo grimorio con foglia a quattro punte. Klaus e Mimosa sconfiggono i banditi in un’imboscata. Klaus rivela che Mimosa ha interrogato Salim con una magia di creazione vegetale, evocando una pianta che fa dire alla vittima la verità. Salim desiderava vendetta per essere stato sconfitto da Yuno nell’esame e ha assunto i banditi per rubare il grimorio. Klaus accidentalmente rivela di rispettare le abilità di Yuno. Yuno offre di liberare Salim se si tiene a distanza da Hage. Salim prova a uccidere Yuno e una furiosa Sorella Lily lo manda al tappeto. Uno dei banditi è scomparso e si rivela essere Julius camuffato, che ne ha preso il posto per osservare Yuno. L’Imperatore Magico apprende da Salim che il padre è corrotto e assegna una stella all’Alba Dorata per averlo smascherato. Klaus sospetta che il capo dell’Alba Dorata William Vangeance fosse a conoscenza delle malefatte del padre di Salim. Asta apprende che anche Yuno ha guadagnato una stella alla sua prima missione.                                                                                                   |                   |         |
| 14 | Dungeon 「魔宮」 - Danjon | 9 gennaio 2018    |         |
| 14 | Un sotterraneo inesplorato appare vicino al confine tra il Regno di Clover e l’ostile Regno di Diamond. Julius decide di assegnare la missione ai cavalieri magici di recuperare il tesoro e artefatti magici e Asta è tra i prescelti. Asta accetta la richiesta e la sua squadra battezza il suo anti-uccello Nero. Yami invia Noelle (per fare esperienza) e Luck Voltia, un membro deviato ma amichevole del Toro Nero che è sempre alla ricerca di avversari più potenti; Nero si apposta sulla testa di Asta. Noelle, spaventata nel sotterraneo, si afferra ad Asta. Il sotterraneo è un labirinto confuso e senza senso. Luck e Noelle affermano che è pieno di trappole magiche, che Asta fa a pezzi per rassicurare Noelle. Luck percepisce la presenza di altre persone e, nella speranza di rimediare un buon combattimento, si dirige verso l’avversario più potente. Noelle apprende di Yuno da Asta; imbarazzata quando capisce di essere rimasta sola con lui, attiva accidentalmente una trappola con una pianta carnivora che prova a mangiarli. I due sono salvati all’ultimo secondo da Yuno che (con Klaus e Mimosa) sta anch’egli esplorando il sotterraneo su ordine dell’Imperatore Magico. |                   |         |
| 15 | I maghi di Diamond 「ダイヤモンドの魔道士」 - Daiyamondo no madōshi | 16 gennaio 2018   |         |
| 15 | Vangeance ritiene sia cruciale che Yuno diventi più forte. Klaus accusa Asta di avere mentito sull’avere ricevuto una stella e sull’essersi visto affidare una missione dall’Imperatore Magico. Noelle è infastidita dal vedere Mimosa, sua cugina. L’Alba Dorata se ne va per esplorare il sotterraneo. Anche se Asta è orgoglioso di quanto Yuno sia migliorato, è determinato a raggiungere il tesoro per primo. Asta e Noelle si perdono ma Nero in qualche modo conosce la direzione corretta. Yuno riprende Klaus con rabbia sull’insultare Asta, dal momento che il compagno è molto più forte di quanto appaia. L’Imperatore Magico apprende che i maghi del Regno di Diamond, guidati da Lotus Whomalt (un mago in grado di manipolare il fumo) sono entrati anch’essi nel dungeon. Luck ne sconfigge alcuni ma incontra difficoltà contro il fumo di Lotus. Mentre il duello procede, Luck è sempre più in difficoltà. Lotus rivela di avere lottato contro Yami in un’occasione, ricavandone una grande cicatrice sul petto. Luck viene colpito dal gas venefico di Lotus e perde il controllo del suo corpo. L’Alba Dorata raggiunge la porta della stanza del tesoro ma Mimosa viene ferita da un mago in grado di manipolare il cristallo, proveniente dal Regno di Diamond. Luck impazzisce completamente e attacca con ancora più veemenza.          |                   |         |
| 16 | Compagni 「仲間」 - Nakama | 23 gennaio 2018   |         |
| 16 | Da bambini, Asta e Yuno parlano di cosa significhi essere una famiglia. Durante l’infanzia, Luck veniva considerato anormale per il suo sorridere costantemente e veniva abusato dalla madre, finché questa scoprì la sua magia dei fulmini che lo aveva aiutato a sconfiggere un nobile. La madre iniziò così ad affezionarglisi, facendosi promettere che avrebbe continuato a vincere malgrado le circostanze. Luck attacca nuovamente Lotus ma è intrappolato in una gabbia di fumo. Klaus viene quasi ucciso da Mars (il mago del cristallo) e lo stesso Luck viene quasi ucciso da Lotus. I due sono salvati da Yuno e Asta, che dichiara di volere proteggere i suoi nuovi amici. Luck ricorda di non riuscire a smettere di sorridere nemmeno al funerale della madre e insiste sul volere combattere da solo, così che lei lo ami. Asta però si rifiuta e Luck capisce di non essere più solo. Yuno recita due incantesimi in contemporanea, atterrando Mars. Luck capisce che Lotus può percepire la loro magia (e la loro posizione) dentro il fumo, e formula un piano che sfrutta l’assenza di magia in Asta per un attacco a sorpresa. Lotus viene ferito seriamente e Mars sopravvive agli incantesimi di Yuno evocando una grande spada di cristallo per difendersi.                                                                                 |                   |         |
| 17 | Il distruttore 「破壊者」 - Hakaimono | 30 gennaio 2018   |         |
| 17 | Lotus fugge dal Toro Nero. Klaus nota che Mars ha dei cristalli inseriti nella pelle e ricorda che il Regno di Diamond ha provato a produrre maghi più potenti tramite la sperimentazione umana e combattimenti all'ultimo sangue. Mars, che possiede un grimorio a due colori, è il risultato di questi esperimenti. Yuno trova forze ulteriori dai suoi ricordi della determinazione di Asta e rifiuta di arrendersi. Quando è sul punto di morire, appare Asta e taglia la spada di cristallo a metà. Luck distrugge i guerrieri di cristallo di Mars e Noelle attiva il suo scudo d'acqua attorno a Mimosa, mantenendola al sicuro mentre si cura. Klaus rifiuta di credere che i maghi dell'Alba Dorata siano stati salvati dal Toro Nero. Grazie alla sua anti-magia e alla sua forza, Asta sopraffà Mars. Noelle dice a Klaus di accettare la forza di Asta, la quale è (che gli piaccia o meno) molto maggiore di quella di qualsiasi nobile. Asta viene intrappolato tra due cristalli e ferito gravemente, mentre Mars riappare all'interno di un'armatura di cristallo gigante. Quando Klaus vede i muscoli di Asta, capisce quanto deve essersi allenato per combattere senza l'uso della magia. Mars vive un ricordo con una ragazza della sua infanzia e prova ad eliminare Asta. Questi distrugge la sua armatura, mandandolo a terra privo di sensi. |                   |         |
| 18 | Tu nei miei ricordi 「追憶の君」 - Tsuioku no kimi | 6 febbraio 2018   |         |
| 18 | Mars è incatenato con la magia. Noelle si imbarazza quando vede Asta mezzo nudo, con i vestiti strappati. La sala del tesoro è ricca di artefatti magici. Yuno raccoglie una pergamena con un incantesimo, che viene copiato nel suo grimorio e poi sparisce. Nero tenta di dirigere Asta verso un sigillo d'oro nel muro, ma viene ignorato. Klaus capisce che il grimorio di Mars è composto da due grimori uniti assieme. Improvvisamente gli vola via dalle mani e fa ritorno a Mars, che può utilizzare due tipologie di magia, invece di una sola. I ricordi di Mars suggeriscono che la ragazza della sua infanzia era un altro soggetto delle sperimentazioni; anche se i due erano amici, il giovane fu costretto a ucciderla in duello. Noelle viene ferita e Asta viene scagliato attraverso il sigillo d'oro in un'altra stanza. Mars dichiara di credere che solo i più forti debbano sopravvivere. Asta si risveglia e vede Nero seduto sulla cima di una seconda spada nera. Impugnatala difende Mimosa e Noelle da Mars; la nuova spada è più piccola e più veloce. Asta viene incoraggiato da Noelle e la spada assorbe la sua magia, permettendogli di lanciare un incantesimo d'acqua. Malgrado la sua armatura, Mars è scagliato all'indietro. Asta viene impalato da un cristallo e collassa.                                                   |                   |         |
| 19 | Crollo e salvataggio 「崩壊と救済」 - Hōkai to kyūsai | 13 febbraio 2018  |         |
| 19 | Mars ha un flashback riguardo la ragazza, Fana, che spera le venga permesso di uscire all'esterno. Mars le promette che avrebbero visto il mondo insieme ma i due sono costretti a scontrarsi. Mars uccide Fans accidentalmente per auto-difesa. Il grimorio di Fana viene cucito a quello di Mars, dandogli il potere del fuoco e del cristallo. Questi intende uccidere Asta e Mimosa. Yuno disperatamente lancia un incantesimo a caso dal suo grimorio e il tempo si ferma. Un piccolo spirito appare e lancia un incantesimo del I vento che schianta Mars contro un muro. Yuno capisce che l'incantesimo della pergamena è apparso sul suo grimorio. Il sotterraneo inizia a collassare e Lotus mostra di avere raccolto un notevole tesoro, salvando Mars. Il sogno di Mars rivela che Fana si è concessa di morire così che egli potesse fare esperienza della vita. Asta si sveglia e ringrazia Mimosa, che ha una cotta per lui. Klaus si scusa per averli considerati scarsamente perché erano dei cittadini comuni e non dei nobili, iniziando a trattarli come pari. Noelle, imbarazzata quando si rende conto di essersi strappata i vestiti ed essere mezza nuda, punisce Asta per avere sbirciato. |                   |         |
| 20 | Raduno alla capitale 「王都集結」 - Ōto shūketsu | 20 febbraio 2018  |         |
| 20 | Asta dorme per una settimana, facendo preoccupare Noelle. I due sono convocati al quartier generale dei Cavalieri Magici con Yuno, Klaus e Mimosa. Mimosa ammette di avere una cotta per Asta con Noelle, che si ingelosisce. Il gruppo viene accolto dall'Imperatore Magico Julius Novachrono, che esamina i grimori di Asta e Yuno. Lo spirito del nuovo incantesimo di Yuno è Sylph, un elementale del vento che serve un solo maestro in ogni epoca. Julius scopre che la spada di Asta assorbe la magia di chiunque la brandisca e Asta può maneggiarla poiché non possiede alcuna magia. Essi presenziano a una cerimonia di promozione per i cavalieri che hanno ottenuto delle stelle; Julius promuove il fratello e la sorella maggiore di Noelle, Solido e Nebula Silva, oltre a membri esperti dell'Alba Dorata e a Sol Marron della Rosa Blu. Julius lascia Asta, Yuno e i loro amici con i cavalieri appena promossi, che si rivelano dei nobili arroganti. Quando Asta sente i fratelli di Noelle (incluso il fratello più anziano e comandante dell'Aquila d'Argento, Nozel) farsi beffe di lei, interviene istintivamente. Un nobile dell'Alba Dorata tenta di seppellirlo nella sabbia ma Asta annulla l'incantesimo e ripete la sua promessa di volere diventare Imperatore Magico.                                                                |                   |         |
| 21 | Disordini nella capitale 「王都騒乱」 - Ōto sōran | 27 febbraio 2018  |         |
| 21 | Rades Spirito, un Cavaliere Magico che è stato espulso della sua compagnia, pianifica la sua vendetta contro il Regno di Clover. I fratelli di Noelle e diversi altri nobili attaccano Asta, che combatte contro Solidi e Bebula. Nozel interviene e blocca tutti con la paura, incluso Asta. Fuegoleon Vermillion, cugino di Mimosa e capitano del Leone Cremisi, mette in dubbio l'onore dei nobili per avere fatto squadra contro Asta. Suo fratello, Leopold, è impressionato da Asta e decide di diventare il suo rivale. I capitani Nozel e Fuegoleon iniziano una battaglia di forza di volontà. La città viene attaccata da Rades e dal suo esercito di zombie, che si rivelano immuni ai danni, e uccidono diverse persone tra cittadini e maghi. Asta si precipita sulla linea del fronte per soccorrere gli abitanti e i nobili si dividono per proteggere diverse parti della città. Rades sta per uccidere una bambina quando Asta fa a pezzi un gruppo di zombie (distruggendolo) e si lancia verso di lui. |                   |         |
| 22 | Danza magica selvaggia 「魔法乱舞」 - Mahō ranbu | 6 marzo 2018      |         |
| 22 | Rades dimostra di conoscere Asta ma non capisce perché i suoi zombie vengano distrutti così facilmente e ne evoca altri. L'Aquila d'Argento, l'Alba Dorata e il Leone Cremisi combattono all'interno della città, capendo che gli zombie rimangono morti solo se fatti a pezzi completamente. Asta attacca Rades, che evoca il numero 4 Jimmy: uno zombie più potente che colpisce Asta al volto con un proiettile che lo fa sanguinare magicamente e la ferita non può essere curata. Asta respinge gli attacchi successivi così Jimmy attacca la bambina, costringendo Asta a proteggerla. Anche se Noelle vede che Asta è in difficoltà, gli scherni precedenti dei suoi fratelli le hanno fatto perdere fiducia. Fuegoleon colpisce Noelle alla testa per avere esitato (dicendole di allenarsi per diventare più forte o rimanere debole per sempre) e questa capisce che è ciò che Asta fa ogni giorno. Si unisce così alla battaglia, evocando il suo scudo d'acqua attorno alla ragazza mentre Leopold brucia gli zombie (permettendo ad Asta di distruggere Jimmy). L'infuriato Rades evoca il numero 2 Alfred, che attacca Asta con una magia dei fulmini. |                   |         |
| 23 | Il Leone Vermiglio 「紅蓮の獅子王」 - Guren no Shishiō | 13 marzo 2018     |         |
| 23 | Augustus Kira Clover XIII, il re pigro e narcisista del Regno di Clover sta seguendo la battaglia dal suo castello, chiedendo con petulanza perché l'Imperatore Magico non lo stia proteggendo. Charmy Papittoson, una giovane maga del Toro Nero ossessionata dal cibo, si intrufola nella cucina del palazzo per incontrare il cuoco reale. Dal momento che Asta non può contrastare la velocità di Alfred, Fuegoleon interviene e riduce lo zombie in cenere. Rades ridicolizza il sogno di Asta di diventare Imperatore Magico con nient'altro che l'anti-magia. Fuegoleon è così impressionato da Asta che decide anch'egli di diventare suo rivale, prendendo il suo posto nel combattimento così che possa recuperare le energie. Rades rivela di avere fatto parte della compagnia dell'Orca Viola ma di essere stato bandito dal Regno di Clover perché la sua magia veniva considerata pericolosa. Fuegoleon attacca; Rades evoca il numero 1 Karl, il suo cadavere più potente, e si nasconde dietro il suo scudo. Fuegoleon spara un dardo infuocato nel punto più debole dello scudo, distruggendo Karl e sconfiggendo Rades. La città inizia a riprendersi; una strega chiamata Catherine vola sopra le teste dei cittadini, suggerendo che la battaglia non sia ancora terminata.                                                                     |                   |         |
| 24 | Blackout 「ブラックアウト」 - Burakkuauto | 20 marzo 2018     |         |
| 24 | Noelle e Leopold sconfiggono il numero 3 David, l'ultimo zombie di Rades. Fuegoleon esamina il grimorio di Rades e scopre che consiste di una sola pagina, con un solo incantesimo; la negromanzia è tutto ciò di cui è capace. Rades ha un oggetto magico nell'orecchio che trasmette una voce che lo ammonisce di seguire il piano del padrone. Si attiva un incantesimo che trasporta lontano quasi tutti i Cavalieri Magici. Catherine attacca la città e inizia ad assorbire magia da ogni mago, facendoli invecchiare, mentre lei ringiovanisce. Yuno (che non è caduto nella trappola) la combatte; Catherine rivela che il bersaglio dell'invasione è Fuegoleon, che viene teletrasportato in un altro luogo rispetto agli altri cavalieri. Yuno è colpito da una maledizione, che lo priva della vista e dell'udito. Quando sta per arrendersi, capisce che senza la vista è più sensibile a seguire il flusso della magia. Yuno evoca Sylph per manipolare tutta la magia della città e attacca Catherine con un uragano. Fuegoleon viene avvicinato da un mago che riconosce. |                   |         |
| 25 | Avversità 「逆境」 - Gyakkyō | 27 marzo 2018     |         |
| 25 | Catherine, ora anziana e privata della magia, si schianta tra le mura della cucina del palazzo, dove Charmy sta banchettando. Tenta di assorbire la magia di Charmy ma (pensando che Catherine voglia rubarle il cibo) evoca una pecora gigante che la manda al tappeto. La magia rubata da Catherine fa ritorno alle sue vittime, che fanno ritorno alla loro normale età. Il pasto di Charmy sta quasi per precipitare ma viene salvato da Yuno (per cui Charmy prende una cotta). Il re chiede che la battaglia abbia termine, poiché il frastuono disturba il suo pisolino. Noelle capisce che il mago che ha teletrasportato Fuegoleon deve essere nelle vicinanze e Asta lo scopre a nascondersi sotto una pila di zombie. Valtos (il mago) fa ritornare Fuegoleon incosciente e senza il braccio destro, indicando che il mago da cui aveva trasportato Fuegoleon è più forte di un capitano. Vedere il fratello sconfitto fa precipitare Leopold in uno stato catatonico. Rades tenta di fuggire attraverso il portale di Valtos ma Asta lo ferma; tuttavia giungono in aiuto i suoi alleati. Asta (ancora affetto dalla maledizione del sanguinamento di Jimmy) taglia il proprio corpo con le sue spade, rimuovendo la maledizione e preparandosi a combattere gli alleati di Rades.                                                                       |                   |         |
| 26 | Belve ferite 「手負いの獣」 - Teoi no kemono | 3 aprile 2018     |         |
| 26 | Asta e Leopold combattono i maghi. Noelle usa il suo scudo per impedire danni ulteriori a Fuegoleon, che sta lentamente morendo. Asta e Leopold sono colpiti da aghi di vento ma vengono salvati dai rientranti Cavalieri Magici (che hanno collaborato per fare ritorno alla città). Mimosa inizia a curare Fuegoleon; Rades e i maghi rapiscono Asta e fuggono. Nozel decide di non correre in corso ad Asta e i suoi fratelli irridono Fuegoleon per la sua sconfitta. I iniziano a ricostruire le difese della città e Noelle si preoccupa per Asta; Rades e i suoi compagni discutono della sua incoscienza. Una maao, Sally, vuole dissezionare Asta per la sua anti-magia. Quando raggiungono il loro covo, trovano Julius ad attenderli; l'Imperatore Magico li sovrasta rapidamente, uccidendone due e catturando il resto. Asta capisce quanto debba ancora apprendere prima di diventare Imperatore Magico. Julius è interessato a una pietra in cui sono incastonate diverse gemme come quella a Saussy, quando appare un mago misterioso che acceca tutti con la sua magia di luce. |                   |         |
| 27 | Luce 「光」 - Hikaru | 10 aprile 2018    |         |
| 27 | Il mago della luce sparisce dopo un breve scontro con Julius, che riporta Asta e i suoi prigionieri rimanenti in città; Noelle, Klaus, Mimosa e Nero sono felici che sia salvo. A Fuegoleon manca il gioiello che portava alla collo, con l'Imperatore Magico che sospetta appartenga alla pietra che è ora in possesso dell'Occhio Magico della Notte Bianca (il gruppo dietro l'invasione). Nozel cerca vendetta per le ferite di Fuegoleon e Leopold decide di diventare Imperatore Magico. Julius conclude che uno dei Cavalieri Magici deve essere un traditore. Fuegoleon rimane incosciente e Sally inizia a fare esperimenti sul sangue di Asta. Il misterioso capo si mostra ferito dalla magia del tempo dell'Imperatore Magico, con il suo braccio sinistro che è invecchiato come quello di un uomo anziano. Questi possiede migliaia di seguaci. Asta discute con Yuno, che risponde con un attacco del vento che fatica ad annullare. Sylph (visibile solo a Yuno) ha reso la sua magia ancora più potente. Al quartier generale del Toro Nero, Magna ha finalmente guadagnato una stella; Asta dice di essere stato promosso a seguito del suo intervento per impedire l'invasione, superando di grado Magna. |                   |         |
| 28 | La donna che mi ha conquistato il cuore 「心に決めた人」 - Kokoro ni kimeta hito | 17 aprile 2018    |         |
| 28 | Il mago del Toro Nero Finral Roulacase organizza un appuntamento di gruppo con tre donne, assieme ad Asta e Luck. Mentre partono grazie al portale di Finral, Noelle (gelosa di Asta) li segue segretamente. Durante l’incontro, per il sollievo di Noelle, le donne non sono particolarmente colpite da Asta, Finral o Luck; anche Sekke si trova nello stesso locale. Asta rimane solo con una giovane, Rebecca Scarlet. Dopo alcuni momenti imbarazzanti, i due legano grazie al fatto che entrambi hanno diversi fratelli minori (scioccando Noelle). Un ubriaco insulta Rebecca e Asta lo scaglia su un tavolo (atterrando su Sekke). Rebecca prende una cotta per Asta ma decide di andarci con i piedi di piombo quando scopre che è già innamorato di un’altra. Noelle fraintende che Asta abbia una cotta per lei. Finral e Luck vengono rifiutati dalle altre due donne poiché, a causa della reazione di Asta con l’ubriaco, pensano che i membri del Toro Nero siano troppo violenti. |                   |         |
| 29 | Strada 「道」 - Michi | 24 aprile 2018    |         |
| 29 | Puntata riepilogativa che ripercorre i primi 28 episodi. |                   |         |
| 30 | Il mago degli specchi 「鏡の魔道士」 - Kagami no madōshi | 1º maggio 2018    |         |
| 30 | Gauche Adlai, un membro del Toro Nero ossessionato dalla sorellina di dieci anni Marie, è felice perché è il suo compleanno. Padre Orgi e Sorella Lily apprendono che Asta e Yuno sono stati promossi. Asta visita il Villaggio di Rebecca, facendo infuriare Noelle. Quando Gauche giunge all’orfanotrofio di Marie, scopre che la sorella sta giocando con Asta e i fratelli di Rebecca. Il mago così perde le staffe, spaventando i fratelli di Rebecca e scontentando Marie (che ha una cotta per Asta). Gauche prova a uccidere Asta, quando Sorella Theresa Rapual (una delle suore che si occupano di Marie) lo ferma. Discute così con Theresa, che è la ragione per cui può fare visita a Marie solo una volta al mese. Rebecca invita Asta a trascorrere la notte nella sua abitazione e i suoi fratelli credono che tenterà di sedurlo; Noelle sviene dalla gelosia. Gauche prova nuovamente a uccidere Asta nel sonno. Il loro combattimento si sposta all’esterno, dove Asta nota che il villaggio è coperto di neve malgrado ci si trovi in piena estate. Rebecca interviene; due dei suoi fratelli (Ruka e Marco) e dozzine di altri bambini del villaggio sono scomparsi, venendo fatti cadere in uno stato di trance da Neige. |                   |         |
| 31 | Tracce nella neve 「雪上の追跡」 - Setsujō no tsuigeki | 8 maggio 2018     |         |
| 31 | Theresa si rende conto che la neve ipnotizza i bambini la cui magia non è apparsa. Gauche segue Marie sulle montagne con Asta e Theresa, lasciando Noelle indietro per radunare i rinforzi. Marie si sveglia con gli altri bambini rapiti; Neige, rendendosi conto che è sveglia, la chiama una pessima amica e la picchia. Il fratello maggiore violento di Neige, Baro, vede che Marco non ha quasi magia e lo getta nella neve. Asta risveglia Marco dalla trance e Theresa lo guarisce. Baro inizia a prosciugare dolorosamente la magia dai bambini. Gauche arriva, ma è costretto a smettere di combattere quando Baro usa Marie come scudo. Asta libera Marie e Theresa vede che i bambini sono stremati e non potranno mai usare la magia. Baro presume che Asta sia debole senza la magia, ma quando Asta scopre che Baro ha rubato la magia dei bambini per soldi, lo lancia contro il muro. |                   |         |
| 32 | Germogli di trifoglio 「三つ葉の芽」 - Mitsuba no me | 15 maggio 2018    |         |
| 32 | Neige viene ingannato e sconfitto dal clone dello specchio di Gauche. Sorella Theresa trattiene Baro e Asta inizia a risvegliare i bambini dalla loro trance. Baro attiva un trasmettitore. Theresa dice di aver addestrato Lily, che le ha parlato di Asta e della sua determinazione. Sally, rispondendo al segnale di Baro, appare attraverso un portale. Sally supera e intrappola Asta e Gauche con la sua magia del gel. Sorella Theresa brucia il gel e rivela che è stata lei ad addestrare Fuegoleon quando era bambino. Sally inietta a Baro una sostanza magica che lo trasforma in un mostro di fango. Gauche fugge con Marie, lasciando Asta, Theresa e gli altri bambini al loro destino. |                   |         |
| 33 | Un giorno sarà utile a qualcuno 「いつか誰かの為になる」 - Itsuka dareka no tame in naru | 22 maggio 2018    |         |
| 33 | Il mostro di fango cerca di uccidere Neige, ma Asta lo protegge. Gauche ricorda l'infanzia sua e di Marie, quando un parente uccise i loro genitori, rubò i loro soldi e li gettò in strada. Gauche si dedicò al furto per evitare che Marie morisse di fame e fu mandata in prigione, mentre Marie fu accolta da Theresa. Gauche cambia idea quando Marie gli dice che è orgogliosa che sia diventato un cavaliere magico, la lascia con Marco fuori dalla grotta e torna indietro. Vede che Asta sta ancora combattendo il mostro, attacca Sally e viene picchiato duramente. Asta lo salva e Gauche ricorda di essersi unito ai Bulls; decide per la prima volta nella sua vita di sostenere qualcun altro. Un nuovo incantesimo appare nel suo grimorio, tramite il quale crea dozzine di cloni di Asta che sconfiggono il mostro di fango. Neige giura vendetta su Sally e Asta si offre di essere sua amico, ma tutti vengono attaccati da Licht, il leader dell'Occhio Magico della Notte Bianca che, come Yuno ha un grimorio del quadrifoglio. |                   |         |
| 34 | Magia di luce VS Magia di tenebre 「光魔法バーサス闇魔法」 - Hikari mahō bāsasu yami mahō | 29 maggio 2018    |         |
| 34 | Asta prova ad affrontare Licht e, poco prima di essere sconfitto, viene salvato da Yami portato lì da Finral. Licht usa la magia di luce contro quella di tenebre usata dal comandante, il quale riesce a tenergli testa grazie all'unione di magia, forza fisica e ki (insieme dell'energia emanata dal corpo, in questo caso da quello nemico). Intanto Finral porta in salvo i bambini, Neige e la suora. Asta impara ad usare il ki. In questo modo colpisce l'assistente di Licht, Valtos, provocando la furia del leader dell'Occhio Magico della Notte Bianca. |                   |         |
| 35 | La luce del giudizio 「裁きの光」 - Sabaki no hm | 5 giugno 2018     |         |
| 35 | Il combattimento fra Yami e Licht continua in modo equilibrato, senza che nessuno dei due prevalga. Asta riesce a sconfiggere Valtos e i feriti portati in salvo da Finral iniziano a guarire. Lì a Gauche viene offerto il potere dei presenti per salvare i compagni da Licht, il quale, intanto, stava per lanciare il proprio colpo più potente. Allora Gauche, con l'aiuto di Finral, si para davanti a Yami ed Asta riflettendo l'attacco di Licht con i propri specchi. |                   |         |
| 36 | I tre occhi 「三つの眼」 - Mitsu no me | 12 giugno 2018    |         |
| 36 | Licht riprende conoscenza, riconoscendo Gauche come un amico (nonostante Gauche affermi che i due non si sono mai incontrati). Finral ha bisogno di tempo per ricaricare il proprio potere, ma nell'attesa arrivano i Third Eye, i tre guerrieri più forti fedeli a Licht: Fana dell'Odio, Vetto della Disperazione e Raia della Slealtà. Questi tre attaccano e sopraffano Yami. In aiuto arrivano tre comandanti dei Cavalieri Magici: Nozel Silva (Aquila d'Argento), Charlotte Roselay (Rosa Blu) e Jack the Ripper (Mantide Verde). |                   |         |
| 37 | Il ragazzo senza magia 「魔力無き者」 - Maryoku naki mono | 19 giugno 2018    |         |
| 37 | Ciascun comandante si sceglie un avversario dei Third Eye. Yami e Asta attaccano a sorpresa Licht colpendolo e annullando un sigillo che accumulava gran parte della sua magia conservata per un evento importante. I Third Eye sono costretti a ritirarsi per salvare il loro leader. |                   |         |
| 38 | La riunione dei comandanti dei Cavalieri Magici 「魔法騎士団団長会議」 - Mahō Kishi-dan danchō kaiti | 26 giugno 2018    |         |
| 38 | Asta e Yami vanno alla capitale nel palazzo dell'Imperatore Magico. Asta viene chiamato per eliminare una magia che impediva a Marcus, l'assistente di Julius, di ottenere informazioni dai prigionieri dell'Occhio Magico della Notte Bianca. Dopo una riunione abbastanza tesa dei comandanti dei Cavalieri Magici, quest'ultimi vengono chiamati nella sala dell'interrogatorio per sapere il nome del comandante che ha tradito a favore del gruppo terroristico, facendo entrare l'Occhio Magico all'interno della capitale. |                   |         |
| 39 | Il saluto del trifoglio 「三つ葉の敬礼」 - Mitsuba no keirei | 3 luglio 2018     |         |
| 39 | Si scopre che il comandante traditore è quello dell'Orca Viola, Gueldre Poizot. Viene catturato e interrogato, in questo modo confessa le proprie azioni ingiuste. L'Imperatore Magico chiede a Yami, Asta e a tutto il Toro Nero, di partecipare ad una missione segreta nel Tempio Sottomarino, una regione ipermagica (dove il Mana ha un'elevata concentrazione e pericolosità), per recuperare una delle pietre magiche cercate dall'Occhio Magico della Notte Bianca. Le pietre hanno lo scopo di portare i membri del gruppo terroristico alla loro vera forma in unione con il Mana. |                   |         |
| 40 | Un racconto dalla spiaggia nera 「(黒の海岸物語」 - Kuro no kaigan monogatari | 10 luglio 2018    |         |
| 40 | L'ingresso al Tempio Sottomarino si trova davanti alla spiaggia di Raque, una lussuosa meta turistica. Qui i componenti del Toro Nero si rilassano e si divertono tutta la giornata. Nel frattempo Yami raccoglie informazioni e scopre che il periodo migliore per accedere al Tempio è una notte di luna piena. È fondamentale l'aiuto di Noelle per il trasporto attraverso pericolose correnti di Mana. La ragazzi si allena duramente perché il suo fallimento porterebbe alla morte di tutti i suoi compagni. |                   |         |
| 41 | I progressi della ragazza dell'acqua 「水の娘成長物語」 - Mizu no ko seichō monogatari | 17 luglio 2018    |         |
| 41 | Noelle e Asta incontrano Kahono, molto brava nel canto. La ragazza dà alcuni consigli a Noelle su come controllare il potere magico, ma l'aiuto decisivo arriva dagli incoraggiamenti del Toro Nero. Grazie all'affetto dei compagni Noelle sviluppa un nuovo incantesimo in grado di trasportare tutti al Tempio Sottomarino. |                   |         |
| 42 | Il tempio sottomarino 「海底神殿」 - Kaitei shinden | 24 luglio 2018    |         |
| 42 | Attraversate le correnti di Mana ed entrati nel Tempio Sottomarino il Toro Nero incontra il Gran Sacerdote del Tempio. I cavalieri, per ottenere la pietra magica, vengono costretti a partecipare ad un gioco che consiste in uno scontro nove contro nove all'interno di un ambiente creato dal Gran Sacerdote. |                   |         |
| 43 | La battle royal del tempio 「神殿バトルロワイヤル」 - Shinden bator rowaiyaru | 31 luglio 2018    |         |
| 43 | La maggior parte dei Sacerdoti del Tempio Sottomarino viene sconfitta senza problemi. Rimangono solo i Sacerdoti più forti che si scontrano contro Noelle, Asta, Magna e Luck. Durante il combattimento di questi ultimi due, arriva Vetto della Disperazione interrompendo lo scontro. |                   |         |
| 44 | La schietta palla di fuoco e il fulmine selvaggio 「愚直な火球と奔放な稲光」 - Guchokuna kakyū to honpōna inazuma | 7 agosto 2018     |         |
| 44 | Magna e Luck combattono contro Vetto. Durante la lotta ripensano al loro primo incontro e a tutti i momenti passati insieme che li hanno portati a diventare grandi amici. I due, vedendo che ogni loro colpo non ha successo contro Vetto, decidono di usare un attacco combinato con il massimo della loro potenza. Intanto Yami tenta di raggiungere ed aiutare i propri cavalieri, ma a causa di un potente incantesimo creato da un membro dell'Occhio Magico della Notte Bianca non riesce. |                   |         |
| 45 | Il ragazzo incapace di arrendersi 「諦めの悪い男」 - Akirame no warui otoko | 14 agosto 2018    |         |
| 45 | Nonostante la potenza dell'attacco, Magna e Luck vengono sconfitti e salvati all'ultimo da Asta che si unisce al combattimento. Durante la lotta Vetto mostra i punti deboli di Asta riuscendo alla fine a bloccarlo rompendogli un braccio. Proprio in quel momento arrivano Noelle e Kahono ad aiutare. Intanto Gauche sconfigge due membri dell'Occhio Magico della Notte Bianca, uno con l'aiuto di Grey, l'altro grazie a Charmy. Alla fine degli scontri Grey esaurisce la propria energia magica mostrando così il suo vero aspetto (una bella ragazza di 24 anni). |                   |         |
| 46 | Risveglio 「覚醒」 - Kakusei | 21 agosto 2018    |         |
| 46 | Kiato e Kahono combattono contro Vetto che però distrugge i loro sogni (diventare un ballerino e una idol) tagliando a lui una gamba e ferendo lei alla gola. Grazie agli incoraggiamenti di Kahono, Noelle riesce a colpire e ferire gravemente Vetto, che però, ricordando lo sterminio della propria gente durante il matrimonio di Licht, risveglia in sè un demone che lo cura. A questo punto, poco prima della sconfitta di Noelle, arriva Asta a salvarla. |                   |         |
| 47 | L'unica arma 「唯一の武器」 - Yuiitsu no buki | 28 agosto 2018    |         |
| 47 | Asta si scontra contro Vetto mostrandogli che la propria unica arma è il non arrendersi mai. Vanessa sconfigge un membro dell'Occhio Magico della Notte Bianca arrivando così ad aiutare il compagno. Intanto Finral decide di non scappare, ma di aiutare Asta. Vanessa riempie la zona con la propria magia, quella di fili, per permettere al compagno di cambiare direzione all'improvviso, mentre Finral crea molti portali in modo che Asta possa sparire e comparire in punti diversi. |                   |         |
| 48 | Disperazione VS Speranza 「運命を切り拓く」 - Unmei o kiri hiraku | 4 settembre 2018  |         |
| 48 | Vetto capisce le mosse degli avversari, quindi riesce a ferire Asta. Grazie ai consigli di Yami il trio supera i propri limiti aumentando la velocità di attacco e riuscendo a ferire gravemente Vetto. Vedendo Asta combattere, Vanessa ricorda il periodo in cui era imprigionata nella Foresta delle Streghe e Finral tutta la tristezza provata a causa delle aspettative della propria famiglia. |                   |         |
| 49 | Oltre i limiti 「限界の先」 - Genkai no saki | 11 settembre 2018 |         |
| 49 | Vetto spezza ad Asta entrambe le braccia. Il ragazzo continua a combattere sconfiggendo Vetto grazie all'aiuto di Vanessa che permette ad Asta di muoversi nonostante le molte fratture. Il membro dei Third Eye ricorda la propria amicizia con Licht quando era bambino e il proprio odio per gli umani. Decide così, come ultima azione prima di morire, di far esplodere tutto il proprio potere per distruggere il Tempio Sottomarino. Yami, vedendo gli sforzi dei propri cavalieri, impara un nuovo incantesimo che gli permette di tagliare anche le dimensioni. Grazie a ciò, riesce a distruggere la barriera di potere creata da Vetto sconfiggendolo definitivamente. |                   |         |
| 50 | Fine del combattimento, fine della disperazione 「戦いの果て、絶望の終わり」 - Tatakai no hate, zetsubō no owari | 18 settembre 2018 |         |
| 50 | Yami è fiero dei propri cavalieri, stremati dal combattimento. I ragazzi vengono curati e ringraziati dagli abitanti del Tempio Sottomarino. Il Toro Nero parte per tornare alla base lasciando Kahono e Kiato sulla buona strada per esaudire i propri sogni nonostante le ferite subite. |                   |         |
| 51 | Provare di essere nel giusto 「正しさの証明」 - Tadashi-sa no shōmei | 25 settembre 2018 |         |
| 51 | Yami, Charmy, Asta e Finral vanno alla capitale per fare rapporto all'Imperatore Magico. Julius è molto contento dei risultati ottenuti dal Toro Nero, ma soprattutto è fiero di Yami. Intanto una città di confine viene attaccata dall'esercito del regno di Diamond, guidato da tre degli otto Generali Splendenti. Per difendere Clover arriva immediatamente l'Alba Dorata. |                   |         |

### Seconda stagione
| Nº  | Titolo italiano Giapponese 「Kanji」 - Rōmaji | In onda           | In onda |
| Nº  | Titolo italiano Giapponese 「Kanji」 - Rōmaji | Giapponese        |         |
| 52  | Il più forte vince 「強い方が勝つ」 - Tsuyoi hōga katsu | 2 ottobre 2018    |         |
| 52  | Uno dei generali viene sconfitto da Yuno e Bell, lo spirito del vento. Langris, vicecomandante dell'Alba Dorata e fratello di Finral, attacca il secondo generale mentre Vangeance attiva il proprio incantesimo, l'Albero del Mondo. In questo modo il comandante elimina la maggior parte dell'esercito di Diamond compreso il terzo generale. Arrivano anche Asta, Charmy, Finral e Yami, il quale ha forti sospetti su Vangeance e per questo gli chiede di togliersi la maschera. |                   |         |
| 53  | Dietro la maschera 「仮面の奥」 - Kamen no oku | 9 ottobre 2018    |         |
| 53  | L'ultimo generale viene sconfitto da Asta con l'aiuto di Charmy e Finral. Vangeance mostra a Yami il proprio volto, sfregiato nella parte superiore da una cicatrice che ha dalla nascita. A causa di questa era temuto, discriminato e maltrattato. Un giorno Julius, vedendo il suo potere, decide di reclutarlo regalandogli la maschera che Vangeance indossa sempre. |                   |         |
| 54  | Mai più 「もう二度と」 - Mōnidoto | 16 ottobre 2018   |         |
| 54  | Yami decide di portare Asta dal miglior medico del regno per fargli visitare le braccia, ma l'esito della visita dice che il ragazzo non sarà più in grado di utilizzarle. Tornati alla base il comandante organizza una festa nella quale Finral, che aveva origliato la conversazione con il medico, comunica agli altri la situazione di Asta. Scoprendolo i membri del Toro Nero vanno alla ricerca di una cura per le braccia del compagno. |                   |         |
| 55  | L'uomo chiamato Fanzell 「ファンゼルという男」 - Fanzeru toiu otoko | 23 ottobre 2018   |         |
| 55  | In questo episodio autoconclusivo, si torna indietro a quando Asta prova ad allenarsi da solo, senza successo, in un bosco vicino ad Hage con la propria spada per affrontare l'esame di ammissione all'Armata dei Cavalieri Magici. Durante uno di questi allenamenti aiuta un uomo inseguito da un cinghiale di nome Fanzell Kruger che gli offre di condividere la propria casa per il periodo di pratica e di insegnargli delle tecniche di spada (lui infatti era un maestro di spada). Ad un certo punto arriva Mariella, un'ex-allieva di Fanzell avvisandolo che probabilmente la sua fidanzata è morta. Fanzell e l'amata sono disertori del Regno di Diamond perché hanno aiutato molti ragazzi a scappare. Mariella, approfittando della debolezza del proprio maestro alla notizia della morte della fidanzata, lo pugnala e lo fa catturare da un gruppo di assassini di Diamond capeggiati proprio da lei. Grazie all'aiuto di Asta, Fanzell fa ritirare i nemici. Dopo ciò l'uomo decide di partire alla ricerca della sua fidanzata. |                   |         |
| 56  | L'uomo chiamato Fanzel, continuo 「続・ ファンゼルという男」 - Zoku Fanzeru toiu otoko | 30 ottobre 2018   |         |
| 56  | Mentre Noelle sta raccogliendo delle erbe curative per Asta, da poco tornato dallo scontro con Mars nel dungeon, Fanzell le si avvicina per chiedere informazioni riguardo alla sua bacchetta, probabilmente fabbricata da Domina, la fidanzata dell'uomo. Non appena la ragazza si volta per ascoltarlo nota che Fanzell è quasi completamente nudo così, fraintendendo le sue intenzioni, scappa. L'uomo la insegue fin dentro la base del Toro Nero, dove viene catturato e imprigionato. Grazie all'aiuto di Asta, però, la faccenda si risolve per il meglio. In quel momento una grande squadra di assassini guidata da Mariella attacca la base. I Cavalieri decidono di attuare questo piano: Fanzell, Asta, Noelle e Finral vanno al mercato nero per ritrovare Domina e il resto del Toro Nero fronteggia i nemici utilizzando come diversivo Grey sotto le sembianze di Fanzell. Asta e i suoi compagni, dopo aver trovato Domina e scoperto che Mariella in realtà ha organizzato tutto l'attacco con l'unico scopo di smettere di fare l'assassina liberandosi dai suoi aguzzini di Diamond, vengono attaccati da Galleo, capo di Mariella. Dopo aver sconfitto il nemico, Asta saluta Fanzell che sta per partire per andare a vivere con Domina e la sua allieva. |                   |         |
| 57  | Infiltrati 「潜入」 - Sen'nyū | 6 novembre 2018   |         |
| 57  | Noelle e Finral, parlando con Fanzell e Domina, scoprono che la Regina delle Streghe potrebbe avere il potere di guarire le braccia di Asta, così loro quattro e Mariella partono insieme ad Asta verso la Foresta delle Streghe. Per attraversarla devono nascondere la loro presenza perché la punizione per gli infiltrati è la morte. Arrivati alla sala del trono scoprono che Vanessa li ha preceduti con lo stesso intento, ma la Regina l'ha sconfitta e punita. |                   |         |
| 58  | Decisione sul campo di battaglia 「戦場の決断」 - Senjō no ketsudan | 13 novembre 2018  |         |
| 58  | Gli amici di Vanessa si preparano alla battaglia per difendere la compagna, ma nel frattempo la Regina delle Streghe viene avvisata che il regno è sotto attacco da parte dell'Occhio Magico della Notte Bianca e del Regno di Diamond, così, per la difesa del proprio popolo, cura le braccia di Asta in modo da avere più soldati possibile. Asta, Finral e Vanessa si dedicano all'attacco dell'Occhio Magico della Notte Bianca capeggiato da Fana dell'Odio, Fanzell, Mariella e Domina a quello di Diamond guidato da Mars e Ladros, due degli Otto Generali Splendenti e Noelle all'estinzione dell'incendio appiccato da Fana. |                   |         |
| 59  | Le fiamme dell'odio 「憎悪の炎」 - Zōo no honō | 20 novembre 2018  |         |
| 59  | Asta prova a parlare con Fana che però si rifiuta perché il suo odio per gli umani è nato dalla strage subita dal popolo di Licht. Il combattimento procede a sfavore di Asta finché, grazie all'aiuto di Noelle, non riesce a mettere momentaneamente fuori combattimento lo Spirito del Fuoco che fornisce una potenza quasi divina alla sua nemica. Fana però non si arrende e continua a lottare. |                   |         |
| 60  | L'espiazione dei disertori 「離反者の贖罪」 - Rihan-sha no shokuzai | 27 novembre 2018  |         |
| 60  | Fanzell, Mariella e Domina decimano l'esercito di Diamond per permettere a Fanzell di combattere contro Mars e Ladros, due suoi ex-allievi. Ladros si dimostra inaspettatamente forte grazie ad un'abilità acquisita che gli permette di assorbire e rilasciare l'energia magica lanciatagli contro a piacimento. Con la sua ossessione di uccidere per farsi riconoscere il proprio valore, Ladros tenta di uccidere Domina che viene però salvata da Mars, intenzionato a tradire il proprio Regno a favore del suo ex-maestro. Fanzell e il nuovo alleato decidono di attirare Ladros da Asta per cercare di sconfiggerlo grazie all'Anti-Magia. |                   |         |
| SP  | La Festa dei Cavalieri Magici 「オール魔法騎士感謝祭」 - All Mahō Kishi Kanshasai | 25 Novembre 2018  |         |
| SP  | I capitani delle differenti squadre più Asta e Yuno partecipano in un quiz show. |                   |         |
| 61  | Il mondo promesso 「約束の世界」 - Yakusoku no sekai | 4 dicembre 2018   |         |
| 61  | Fanzell e Mars arrivano da Asta e grazie al suo aiuto riescono a sconfiggere Ladros. Il generale si accorge della presenza di Fana, sua grande amica d'infanzia che credeva morta uccisa proprio da lui, così, insieme ad Asta, fa di tutto per salvarla dal procedimento di autodistruzione che la ragazza ha innescato. Mars riesce a liberare Fana dall'incantesimo dell'Occhio Magico della Notte Bianca che sembrava controllare i suoi pensieri e movimenti. |                   |         |
| 62  | Crescere insieme 「高め合う存在」 - Takame au sonzai | 11 dicembre 2018  |         |
| 62  | Ladros, riuscito a salvarsi dall'offensiva di Asta, torna all'attacco. Mette fuori combattimento tutti i presenti tranne Asta e Fana. Quando Ladros sta per essere definitivamente sconfitto, riesce a riprendersi diventando addirittura più forte di prima obbligando Fana a fornirgli una quantità enorme di energia magica. Asta sta per cadere, ma la Regina delle Streghe risveglia in lui una magia simile a quella di un demone. |                   |         |
| 63  | Proprio niente 「何でも無い」 - Nandemonai | 18 dicembre 2018  |         |
| 63  | Asta si trova in una specie di limbo dove incontra una presenza oscura che prende il controllo del ragazzo lasciandogli solo parte della coscienza. Grazie a questo potere Asta sconfigge Ladros. Dopo essersi ripreso il ragazzo chiede l'aiuto della Regina delle Streghe per curare se stesso e i propri amici. La regina lo inganna e, attraverso il sangue che gli ha infuso quando gli ha curato le braccia, lo trasforma in una marionetta senza volontà in modo da poter utilizzare anche lei la spada dell'anti-magia. Il primo ordine che la regina impartisce ad Asta è di uccidere tutti i suoi amici lì presenti. |                   |         |
| 64  | Il filo rosso del destino 「運命の赤い糸」 - Unmei no akai ito | 25 dicembre 2018  |         |
| 64  | Asta tenta inutilmente di opporsi all'incantesimo della Regina delle Streghe. Intanto Vanessa ricorda il proprio passato: la Regina delle Streghe la teneva rinchiusa all'interno di una gabbia per farle sviluppare il potere di controllare il destino. Questo finché non arriva Yami che la libera. Pensando a ciò, Vanessa capisce quanto è importante per lei la "famiglia" del Toro Nero, così, grazie alla disperazione per l'incombente morte degli amici, sviluppa l'incantesimo in grado di controllare il destino. Così riesce a salvare gli amici e a sconfiggere la Regina delle Streghe. |                   |         |
| 65  | Sono a casa 「ただいま」 - Tadaima | 8 gennaio 2019    |         |
| 65  | La Regina delle Streghe capisce di aver sbagliato a cercare ossessivamente la perfezione, mettendo addirittura in secondo piano i propri affetti. Per questo motivo cura i compagni di Vanessa, dona loro la pietra cercata dall'Occhio Magico della Notte Bianca e spiega che il demone che venne sconfitto dal Primo Imperatore Magico era appartenente alla stirpe degli elfi (la stessa di Licht) e che era l'antico possessore delle due spade di Asta. |                   |         |
| 66  | Il segreto dell'Occhio Magico nella Notte Bianca 「白夜の魔眼のひみつ」 - Byakuya no Magan no Himitsu | 15 gennaio 2019   |         |
| 66  | In questo episodio vengono riassunte le tappe della lotta contro l'Occhio Magico della Notte Bianca preannunciando una futura battaglia. |                   |         |
| 67  | Appuntamento doppio alla festa 「楽しいお祭りWデート」 - Tanoshī o matsuri daburu dēto | 22 gennaio 2019   |         |
| 67  | I membri del Toro Nero vanno alla festa nazionale del Regno di Clover: La Festa delle Stelle. In questa festa viene fatta la classifica ufficiale delle Compagnie di Cavalieri sulla base delle stelle ottenute durante l'anno. Asta e Noelle invitano anche Kahono e Kiato che, dopo essere stati curati da Asta grazie ad un incantesimo della Regina delle Streghe, organizzano un appuntamento doppio insieme ai ragazzi. L'obbiettivo di Kahono era spingere Noelle a confessare i propri sentimenti ad Asta. Purtroppo la ragazza non riesce nel suo intento. |                   |         |
| 68  | Battaglia mortale?! Yami VS Jack 「死闘!? ヤミVSジャック」 - Shitō!? Yami bāsasu Jakku | 29 gennaio 2019   |         |
| 68  | Yami e Jack The Ripper, comandante della Mantide Verde, si scontrano in varie sfide più o meno pericolose finché non arriva l'Imperatore Magico a fermarli. Le tensioni fra i due stavano per ricominciare così Asta prova a calmarli, ma viene scagliato via da Yami e atterra al cospetto di una donna bellissima. |                   |         |
| 69  | La malinconia della fanciulla delle spine 「荊乙女の憂鬱」 - Ibara otome no yūutsu | 5 febbraio 2019   |         |
| 69  | Asta scopre che la donna è Charlotte Roselei, innamorata di Yami. Il Comandante della Rosa Blu incontra il Comandante del Toro Nero e Vanessa che per gelosia la sfida prima ad una gara di cosplay poi ad un gara di bevute. Charlotte ricorda il proprio passato, quando le è stata scagliata una terribile maledizione che si sarebbe spezzata solo se si fosse innamorata di qualcuno. |                   |         |
| 70  | Due nuove stelle 「二つの新星」 - Futatsu no shinsei | 12 febbraio 2019  |         |
| 70  | L'Imperatore Magico annuncia la classifica delle Compagnie di Cavalieri che vede al primo posto l'Alba Dorata e al secondo, miracolosamente, il Toro Nero. Yuno e Asta vengono chiamati sul palco come migliori nuove leve dove dimostrano che non esistono differenze fra nobili e plebei. Dopo questo fa la sua comparsa Augustus Kira Clover, attuale re del Regno di Clover, uomo egocentrico, permaloso e irascibile, per annunciare che, di lì a poco, si sarebbero tenuti gli esami per entrare a far parte dei Royal Knight, corpo scelto per la sconfitta dell'Occhio Magico della Notte Bianca. |                   |         |
| 71  | L'imbattuta leonessa senza corona 「無冠無敗の女獅子」 - Mukan muhai no onna shishi | 19 febbraio 2019  |         |
| 71  | Dopo la cerimonia di premiazione, Asta e Yuno incontrano il nuovo comandante del Leone Vermiglio: Mereoleona Vermillion, sorella maggiore di Leopold e Fuegoleon. La comandante decide di portare la propria Compagnia in ritiro alle terme per allenarsi trascinandosi dietro anche Yami, Charlotte, Asta, Noelle e Yuno. I Cavalieri devono affrontare la scalata di un vulcano situato in una regione ipermagica dove l'unico modo per raggiungere l'obiettivo è sviluppare la capacità di usare il Mana Skin costantemente. |                   |         |
| 72  | Fuoco di Sant'Elmo 「セントエルモの火」 - Sento Erumo no hi | 26 febbraio 2019  |         |
| 72  | Asta supera la prova imparando ad attivare lo strano potere demoniaco che aveva scoperto nella Foresta delle Streghe. Arrivati in cima, i cavalieri si rilassano alle terme. Mereoleona dice a Noelle che la ragazza è molto simile alla madre Acier Silva, una fortissima guerriera morta di parto, e che deve assolutamente superarla. |                   |         |
| 73  | L'esame per la selezione dei Royal Knights 「王撰騎士団選抜試験」 - Roiyaru Naitsu senbatsu shaken | 5 marzo 2019      |         |
| 73  | L'esame per la selezione dei Royal Knight si svolgerà come un torneo a squadre composte da membri di compagnie differenti. Lo scopo di queste sfide è la protezione del proprio cristallo e la distruzione di quello nemico. Asta è in squadra con Mimosa Vermilion e un mago che ha assunto l'identità del vice comandante Xerx Lugner dell'Orca Viola. |                   |         |
| 74  | Il fiore della risoluzione 「誓いの花」 - Chikai no hana | 12 marzo 2019     |         |
| 74  | La squadra di Asta partecipa al primo scontro. Nonostante Xerx dia l'idea di non essere interessato al combattimento, l'intera squadra riesce a vincere grazie alla sua magia di trappola, a svantaggio, però, di Asta. |                   |         |
| 75  | Scontri feroci 「激戦」 - Gekisen | 19 marzo 2019     |         |
| 75  | Al secondo scontro partecipa la squadra di Magna, Sol (sottoposta di Charlotte) e Kirsch Vermillion, fratello maggiore di Mimosa e vice comandante del Pavone di Corallo. Grazie ai suoi consigli e alla sua magia, la squadra vince sviluppando anche nuove tattiche di battaglia. Il terzo incontro vede come vincitori Finral, Leopold e Hamon Caseus (appartenente all'Alba Dorata) e il quarto Langris, Sekke e Fragil Tormenta (appartenente al Cervo Azzurro). |                   |         |
| 76  | Il mago X 「魔道士X」 - Madōshi Ekkusu | 26 marzo 2019     |         |
| 76  | A questo scontro partecipa, portando la propria squadra alla vittoria, anche Rill Boismortier, comandante del Cervo Azzurro. Il ragazzo ha avuto un passato difficile, in cui anche i suoi genitori lo temevano a causa del suo comportamento: il ragazzo stava sempre chiuso in camera ad inventare incantesimi distruttivi dipingendo. Il suo maggiordomo lo libera da quella condizione di tristezza convincendolo ad entrare a far parte dell'Armata dei Cavalieri Magici dove avrebbe potuto sviluppare appieno i propri poteri. |                   |         |
| 77  | Rancore 「因縁」 - In'nen | 2 aprile 2019     |         |
| 77  | Lo scontro sostenuto dalla squadra di Luck, Klaus e Puli Angel li vede vincitori grazie all'allenamento dei suoi componenti che li ha portati a diventare più forti. L'ultimo scontro del primo round è combattuto da Yuno, Noelle ed En Ringard contro Solid (fratello maggiore di Noelle), Sandler (cavaliere di alto rango dell'Alba Dorata) e Dmitri. Noelle si dirige verso il cristallo nemico così da attirare Solid e dimostrargli di non essere più debole. Yuno si dedica alla difesa del proprio cristallo combattendo contro Sandler. Entrambi i nemici provano un profondo rancore e disprezzo verso i loro avversari, così, quando si vedono sconfitti proprio da loro, ne rimangono sconvolti. |                   |         |
| 78  | La trappola del popolano 「下民の罠」 - Gemin no wana | 9 aprile 2019     |         |
| 78  | Nel primo scontro del secondo round si affrontano la squadra di Asta, Mimosa e Xerx e quella di Magna, Kirsch e Sol. Kirsch attacca gli avversari con una bufera di petali di ciliegio, colpo che aveva portato la sua squadra alla vittoria nell'ultimo scontro, ma Asta, grazie al suo potere demoniaco, vanifica l'offensiva con l'effetto collaterale di distruggere anche le trappole piazzate da Xerx. Kirsch, scoprendo che Magna è un plebeo, decide di attaccare da solo. Asta e Xerx lo attirano in una trappola e collaborando lo mettono fuori gioco. |                   |         |
| 79  | Il signor delinquente VS il muscoloso 「ヤンキー先輩VS筋肉バカ」 - Yankī Senpai bāsasu Kin'niku Baka | 16 aprile 2019    |         |
| 79  | Subito dopo arriva Magna che, grazie ad una nuova tecnica che fa in modo che i proiettili scompaiano per riapparire colpendo il bersaglio, mette in difficoltà Asta. Nello stesso momento Kirsch riparte all'attacco. Grazie alle trappole di Xerx vengono messi fuori gioco sia Magna che Kirsch e, grazie ad una tecnica di Mimosa, il golem creato da Sol fa in modo che Asta possa distruggere il cristallo nemico nascosto al suo interno. |                   |         |
| 80  | Fratellino speciale VS fratellone fallito 「優等生の弟VS不出来の兄」 - Yūtōsei no otōto bāsasu fudeki no ani | 23 aprile 2019    |         |
| 80  | Questo scontro, fra Langris e Finral, non si limita al desiderio di vittoria, ma diventa un modo per affermare le proprie convinzioni: per Finral cercare di essere per la prima volta fratello maggiore dimostrando il proprio affetto nonostante non siano figli della stessa madre e per Langris affermare la propria superiorità sul fratello e sui plebei, che disprezza. I fratelli si scontrano con le rispettive magie di spazio, ma Finral ha la peggio venendo gravemente ferito. Il cristallo difeso da Finral viene distrutto poco prima che i suoi compagni Leopold e Hamon distruggano quello avversario, perdendo così lo scontro. Langris sta per dare il colpo di grazia al fratello ormai svenuto, ma viene fermato da tutti i membri del Toro Nero, scesi nell'arena per soccorrere l'amico. |                   |         |
| 81  | La vita di un certo uomo 「ある一人の男の生き方」 - Aru Hitori no Otoko no Ikikata | 30 aprile 2019    |         |
| 81  | Asta e Langris stanno per iniziare uno scontro esterno al torneo, quando l'Imperatore interviene convocando i compagni dei due ragazzi e trasformando il duello nella prima semifinale. Asta, seguito da Xerx, Mimosa e dal cristallo, si dirige verso il cristallo nemico. Langris, sempre più preso dall'ira, attacca Asta con un'energia magica sinistra molto simile a quella di Vetto e Fana. Asta si ritira momentaneamente per attivare la modalità Black affidandosi a Xerx. Il mago ricorda il proprio passato: il padre è stato il primo plebeo a essere entrato nell'Armata dei Cavalieri Magici e ammirava molto gli altri maghi. In una battaglia viene ucciso da dei suoi compagni che lo trovavano impudente. Scoprendo ciò, Zora (il vero nome di Xerx) decide di dedicare la propria vita a diventare il mago che aveva previsto suo padre, difendendo i deboli dai soprusi dei nobili e definendosi un nessuno che incarna una grandissima ira. Tornando al presente, Zora viene colpito dai proiettili di Langris che vengono rispediti al mittente con una forza aumentata. Intanto l'Imperatore Magico inizia a sospettare che Langris possa essere un complice inconsapevole dell'Occhio magico della Notte Bianca. |                   |         |
| 82  | Petit Clover! L'incubo di Charmy - puntata speciale! 「プチット・クローバー!悪夢のチャーミーSP!」 - Puchitto Kurōbā! Akumu no Chāmī SP! | 7 maggio 2019     |         |
| 82  | Charmy, andata alla ricerca di degli ingredienti per Yuno, mangia un fungo allucinogeno che le provoca strani sogni sui propri compagni. |                   |         |
| 83  | Imprimitela a fuoco nella memoria 「今、焼き付ける」 - Ima, Yakitsukeru | 14 maggio 2019    |         |
| 83  | Il contrattacco di Zora non ha effetti, così subentra Asta in versione Black facendo capire ai presenti, eccetto Langris, che i plebei, in quanto Cavalieri Magici, vogliono solo combattere insieme ai nobili con il fine di proteggere il proprio regno. Asta tramortisce il Vice-comandante distruggendo contemporaneamente il cristallo. Anche il cristallo difeso da Mimosa, a causa dei colpi subiti, si sgretola insieme all'altro, concludendo così lo scontro in parità. Questo è un duro colpo per Asta perché ciò comporta la sua sconfitta: a causa della parità, dovrà fermarsi e non potrà scontrarsi con Yuno. |                   |         |
| 84  | I vincitori 「勝者」 - Shōsha | 21 maggio 2019    |         |
| 84  | Nella finale si scontrano la squadra di Yuno, Noelle ed En e quella di Rill. En e Noelle si dedicano alla difesa del cristallo, minacciato dai due compagni di Rill, mentre Yuno fronteggia in un feroce duello il comandante del Cervo Azzurro. Yuno, nonostante volesse conservare questo incantesimo per Asta, decide di fondersi con Bell, lo Spirito del Vento, sprigionando una quantità di energia enorme. Anche Rill utilizza un incantesimo molto potente e, proprio a causa di questo, distrugge erroneamente il proprio cristallo regalando la vittoria a Yuno, En e Noelle. Dopo gli scontri l'Imperatore Magico incontra Zora mentre quest'ultimo se ne stava andando. A quest'ultimo viene chiesto di tornare a essere un Cavaliere Magico in onore del padre, ma rifiuta. |                   |         |
| 85  | Relazione nuda 「裸の付き合い」 - Hadaka no Tsukiai | 28 maggio 2019    |         |
| 85  | Asta è rimasto molto scosso per il fatto di non essersi potuto scontrare con Yuno in finale, così tutti i suoi amici provano a consolarlo. Yami inizia a raccontargli parte della propria storia, in particolare il primo incontro con William Vangeance, comandante dell'Alba Dorata. Yami viene aiutato da Vangeance mentre stava combattendo contro dei banditi che minacciavano un villaggio di contadini. Scoprono di appartenere alla stessa compagnia: il Cervo Grigio (attuale Cervo Azzurro che all'epoca aveva come comandante Julius Novachrono). Da quel momento instaurano un rapporto di amicizia e rivalità, lo stesso che c'è fra Asta e Yuno. |                   |         |
| 86  | Yami e Vangeance 「ヤミとヴァンジャンス」 - Yami to Vanjansu | 4 giugno 2019     |         |
| 86  | Yami continua a raccontare il proprio passato, in particolare ricorda una missione con Vangeance affidatagli dall'Imperatore stesso. I due futuri comandanti devono sconfiggere dei banditi molto forti aiutati probabilmente da un cavaliere magico. Yami e William si separano e a incontrare i malviventi è proprio Yami. I banditi, con l'aiuto dei due traditori sconfiggono il Comandante del Toro Nero, ma, grazie all'arrivo di Vangeance, la situazione si ribalta. Dopo questa missione l'Imperatore Magico decide di nominarli comandanti di due nuove compagnie di Cavalieri Magici: l'Alba Dorata e il Toro Nero. |                   |         |
| 87  | Nascono i Royal Knigths 「王撰騎士団結成」 - Roiyaru Naitsu Kessei | 11 giugno 2019    |         |
| 87  | Mereoleona va alla base del Toro Nero a prendere Asta, Luck e Noelle e un certo membro che però non vede alla base perché tutti e quattro hanno superato l'Esame di selezione per i Royal Knights. Arrivati al luogo di incontro con gli altri selezionati, scoprono che il quarto è Zora (appartenente al Toro Nero già da prima di Asta) che infine decide di esaudire la richiesta dell'Imperatore. Fra i Royal Knights ci sono anche "amici" come Yuno, Mimosa e Klaus e "nemici" come Nozel, la cui presenza è stata espressamente richiesta dal Re. Lo scopo di questo gruppo di élite è quello di sconfiggere l'Occhio Magico della Notte Bianca, la cui sede si trova in un dungeon fluttuante in una regione ipermagica. |                   |         |
| 88  | Incursione nel covo dell'Occhio Magico 「白夜の魔眼アジト 突入!!!」 - Byakuya no magan ajito totsunyū | 18 giugno 2019    |         |
| 88  | Dopo che Mereoleona cattura la spia che stava seguendo Asta, i Royal Kinights partono alla volta del covo dell'Occhio Magico della Notte Bianca, scoperto da alcuni cavalieri dell'Aquila d'Argento. I maghi vengono divisi in squadre che attaccheranno da punti diversi del covo. |                   |         |
| 89  | Il rifugio del Toro Nero 「黒の暴牛アジト」 - Kuro no Bōgyū ajito | 25 giugno 2019    |         |
| 89  | Mentre i Royal Knights si stanno infiltrando nel covo dell'Occhio Magico della Notte Bianca, Gauche, Grey e Gordon affrontano l'attacco di Sally, Rades e Valtos (appartenenti all'Occhio Magico della Notte Bianca), venuti per recuperare la pietra magica presa da Nero. Rades sguinzaglia una sua nuova creazione, nata dall'unione di due ex-comandanti dei Cavalieri e mette in seria difficoltà i tre maghi. In aiuto arriva un uomo di nome Henry. Prima che la base del Toro Nero diventasse tale, l'edificio era la casa dell'uomo. Era afflitto da una grave malattia che non gli permetteva di abbandonare la casa e che lo costringeva a sottrarre parte del mana altrui per continuare a vivere. Yami gli chiede di concedergli la propria casa per farne la base della propria compagnia rendendolo membro del Toro Nero e assicurandogli mana ogni volta che gli fosse servito. |                   |         |
| 90  | Scontro magico assurdo 「ムチャクチャな魔法戦」 - Muchakucha na mahōsen | 2 luglio 2019     |         |
| 90  | Henry vuole difendere i membri del Toro Nero che considera amici, così usa il proprio mana e quello sottratto agli altri per modificare e controllare la base rendendola un robot. Sally lo fronteggia usando i propri oggetti magici occulti (oggetti creati da lei che potenziano varie capacità) e inizia ad avere la meglio. Grazie alla collaborazione fra Gauche, Grey, Gordon ed Henry vengono sconfitti sia Sally che la creazione di Rades. Intanto Valtos prende la pietra magica (tutte le pietre messe insieme serviranno al piano di Licht), così torna dai compagni e li costringe alla ritirata. Appena la pietra viene consegnata a Licht, il capo dell'Occhio Magico della Notte Bianca decide di andare di persona dall'Imperatore Magico per recuperare le ultime due pietre. |                   |         |
| 91  | Merereona VS Raia della slealtà 「メレオレオナVS不実のライア」 - Mereoreona bāsasu Fujitsu no Raia | 9 luglio 2019     |         |
| 91  | I Royal Knights avanzano verso il centro del covo dell'Occhio Magico della Notte Bianca con lo scopo di annientare l'organizzazione. Mereoleona, Asta e Zora incontrano Raia della Slealtà, ultimo dei Third Eye, con il quale si scontra solamente la comandante. Il punto forte della magia di Raia sta nel fatto che può copiare qualunque incantesimo a patto che tocchi il grimorio del mago possessore. Mereoleona lo fronteggia senza difficoltà utilizzando solamente il mana concentrato nei pugni e il Mana Zone, abilità che le permette di utilizzare a piacimento il mana circostante e di sviluppare riflessi pari a quelli animali. |                   |         |
| 92  | Imperatore magico VS Capo dell'Occhio magico 「魔法帝VS白夜の魔眼頭首」 - Mahōtei bāsasu byakuya no magan tōshu | 16 luglio 2019    |         |
| 92  | Yami, andato alla base dell'Alba Dorata su richiesta di Vangeance per ricevere le scuse di ciò che Langris ha fatto a Finral, aspetta invano. William infatti si trova alla capitale per parlare con l'Imperatore Magico. Il comandante dell'Alba Dorata afferma di provare un profondo rispetto per Julius, ma spiega anche di avere un grande amico i cui interessi si scontrano con quelli dell'imperatore. Non essendo in grado di scegliere fra i due, Vangeance lascia la decisione a loro. Il viso di William inizia a mutare, acquisendo i lineamenti di Licht: nel corpo del comandante convivono due diverse anime, la sua e quella del leader dell'Occhio Magica della Notte Bianca. Possedendo la magia di luce, Licht è l'unico in grado di competere con la magia di tempo, così i due leader iniziano lo scontro per i propri ideali: un futuro di pace e senza discriminazioni e la rinascita degli elfi dopo lo sterminio degli umani. Entrambi sono sicuri di vincere. |                   |         |
| 93  | Julius Novachrono 「ユリウス・ノヴァクロノ」 - Yuriusu Novakurono | 23 luglio 2019    |         |
| 93  | Lo scontro continua vedendo le due forze equivalersi, con un leggero vantaggio per l'Imperatore Magico che può leggere in anticipo le mosse dell'avversario velocizzando lo scorrere del mana. Marcus, vedendo la scena, decide di mandare una richiesta di aiuto a tutte le sedi dei Cavalieri Magici. Licht, come ultima carta, decide di utilizzare uno dei suoi incantesimi più potenti " Frecce del Giudizio", in grado di sterminare completamente tutta la popolazione del Regno di Clover in un attimo. L'Imperatore Magico utilizza la maggior parte della propria energia magica per salvare la popolazione nonostante sapesse che Licht stava per colpirlo mortalmente con una delle sue spade. Yami arriva proprio nel momento in cui l'Imperatore Magico cade. |                   |         |
| 94  | Un nuovo futuro 「新しい未来」 - Atarashii mirai | 30 luglio 2019    |         |
| 94  | Yami tenta invano di fermare la fuga di Licht e chiede a Marcus di chiamare il miglior medico del regno. Intanto l'Imperatore Magico dice le sue ultime parole: alcuni ripianti e dispiaceri, ma soprattutto la fiducia nelle nuove generazioni che porteranno avanti il suo sogno. Dopo questo muore sotto gli occhi di Yami. Mereoleona nel covo dell'Occhio Magico della Notte Bianca sta avendo la meglio su Raia, quando lui decide di usare la tecnica (usata già precedentemente dagli altri due Third Eye) per farsi esplodere. Asta evita l'esplosione e dichiara di voler parlare con quelli dell'Occhio Magico per riuscire a capirsi a vicenda, dato che entrambi sono spinti dalla rabbia causata dalla perdita di qualcuno di caro. Intanto Licht inserisce l'ultima pietra e fa iniziare la rinascita degli elfi. |                   |         |
| 95  | Trasmigrazione 「転生」 - Tensei | 6 agosto 2019     |         |
| 95  | Dopo che l'ultima pietra magica è stata inserita, tutti gli umani dell'Occhio Magico della Notte Bianca muoiono come sacrifici per la cerimonia che ha lo scopo di riportare in vita gli elfi. Secoli prima, gli elfi erano un popolo pacifico amato dal mana, ma temuto dagli uomini a causa dei loro enormi poteri. Licht era un membro benvoluto di questa comunità e credeva fermamente che elfi e umani potessero convivere in pace. Un giorno incontra due umani, fratello e sorella, che sarebbero poi diventati sua moglie e suo cognato. Il ragazzo la pensava come Licht riguardo alla convivenza fra i due popoli, ma, durante le nozze, gli elfi subiscono un presunto attacco da parte del giovane. Tutti gli elfi vengono sterminati e Licht, alla vista del corpo morto della moglie incinta di loro figlio, attiva un incantesimo proibito: la Trasmigrazione. Questo gesto avrebbe dovuto salvare tutte le anime degli elfi inserendole all'interno di un corpo umano, ma ha successo solamente con Patry, un ragazzo che provava una grande ammirazione nei confronti di Licht. L'elfo si risveglia con il viso di Licht nel corpo di Vangeance, con il quale imparerà a convivere. Presa coscienza di tutto ciò, Patry trasmigra gli elfi che costituiranno i Third Eye, con lo scopo di raccogliere tutte le pietre magiche e completare l'incantesimo di Licht, di cui assume l'identità. |                   |         |
| 96  | Il comandante del Toro Nero vs La rosa scarlatta 「黒の暴牛団長VS真紅の野薔薇」 - Kuro no Bōgyū danchō bāsasu Shinku no Nobara? | 13 agosto 2019    |         |
| 96  | I membri dell'Occhio magico iniziano tutti a disintegrarsi mentre vengono sacrificati per alimentare la resurrezione. In tutto il regno gli umani iniziano a trasformarsi man mano che le anime degli elfi si reincarnano nei loro corpi, inclusa la maggior parte dei Royal Knight. Patry dichiara che l'estinzione degli umani è iniziata quando gli elfi reincarnati iniziano il loro attacco. Alla capitale Yami viene attaccato da Marcus e Owen, entrambi posseduti da elfi. Dopo averli sconfitti, è costretto a scontrarsi con Charlotte, anche lei posseduta, quindi affida il corpo dell'Imperatore Magico a Sol chiedendo di nasconderlo. I due comandanti iniziano uno scontro che, in quanto a energia magica, vede in vantaggio Charlotte. |                   |         |
| 97  | Inferiorità schiacciante 「圧倒的劣勢」 - Attō-teki ressei | 20 agosto 2019    |         |
| 97  | Alla capitale Yami e Charlotte lanciano i loro colpi più potenti. Yami viene sopraffatto e la comandante decide di ritirarsi insieme ai corpi di Marcus e Owen. Intanto Sol nasconde il corpo dell'Imperatore Magico e, nel frattempo, gli scontri liberano dalle loro prigioni l'ex-comandante dell'Orca Viola e Lebuty delle Catene. Mereoleona continua il suo combattimento con Raia, ma arrivano Rill, ora posseduto da un elfo di nome Rila, e altri tre elfi a dare manforte al membro dei Third Eye. Allora la comandante del Leone Vermiglio decide di far scappare Asta e Zora mentre lei si ferma a combattere i nemici. Sempre nel covo dell'Occhio Magico della Notte Bianca Noelle e Kirsch devono affrontare due elfi, uno dei quali possiede Luck. |                   |         |
| 98  | Il leone dormiente 「眠れる獅子」 - Nemureru shishi | 27 agosto 2019    |         |
| 98  | Alla base del Leone Vermiglio i suoi migliori cavalieri, tra cui Leopold, si scontrano con il loro Vvice comandante Randall, posseduto da un elfo. Il combattimento è molto difficile perché l'avversario utilizza la magia d'aria, in grado di lanciare proiettili invisibili. Nel momento in cui tutto sembrava perduto, Fuegoleon si risveglia e arriva ad aiutare i suoi cavalieri. Il comandante è stato scelto dallo Spirito del Fuoco Salamander, così, grazie al suo aiuto, lo scontro vede l'elfo sconfitto. Nel frattempo i cavalieri dell'Alba Dorata, quasi tutti posseduti da elfi, decidono di attaccare il castello del Regno di Clover. Infine Yami va a svegliare Finral, ancora ricoverato in ospedale a causa dello scontro con Langris. |                   |         |
| 99  | Il patto disperato verso la salvezza 「命懸けの生きる道」 - Inochigake no ikiru michi | 3 settembre 2019  |         |
| 99  | Intanto nel covo dell'Occhio magico della Notte Bianca, Mereoleona sta combattendo contro cinque elfi. Riesce a tener loro testa a lungo, però alla fine, dopo aver usato il suo incantesimo più potente, sviene. Allora arrivano Zora e Asta, che non era d'accordo con la decisione della comandante di restare indietro per salvarli. Proprio in quel momento i cinque elfi lanciano un attacco combinato che viene quadruplicato di potenza e rispedito al mittente grazie alle trappole di Zora e alla spada di Asta. Con questo diversivo i due cavalieri scappano portandosi dietro Mereoleona. Durante la fuga Raia trascina Asta in un portale per trasportarlo al cospetto del vero Licht. Nel frattempo Klaus e Hamon, entrambi posseduti da elfi, imprigionano Mimosa. |                   |         |
| 100 | Non perderemo contro di voi 「オマエには負けない」 - Omaeni wa makenai | 10 settembre 2019 |         |
| 100 | Asta viene portato dove c'è il vero Licht dove si trovano anche Mimosa, Klaus, Hamon e Yuno. Klaus e Hamon attaccano Asta che, difendendosi, afferma di non poter essere sconfitto perché vuole diventare Imperatore Magico. Questo fa risvegliare la coscienza di Yuno, avendo la meglio sull'elfo trasmigrato. Così i due amici liberano Mimosa e sconfiggono i loro compagni. Finito lo scontro, Licht si risveglia e, dato che ne era l'antico possessore, prende la spada Fendi-Demoni di Asta. Inizia così un difficile combattimento fra Asta e Yuno contro Licht che, oltre alla spada del ragazzo, ne utilizza anche una seconda. Durante la lotta, Asta riesce a impossessarsi della spada sconosciuta, ma dopo ciò, a causa di un attacco di Licht, i ragazzi vengono lanciati via dal covo dell'Occhio Magico della Notte Bianca. |                   |         |
| 101 | La vita del villaggio al confine estremo 「最果ての村の命」 - Saihate no mura no inochi | 17 settembre 2019 |         |
| 101 | I Royal Knight rimasti, dopo essersi riuniti, partono alla volta della capitale per proteggerla dall'attacco degli elfi. Durante il viaggio Asta e Yuno si accorgono che il villaggio di Hage (dove sono cresciuti) è sotto attacco, così, con il permesso di Nozel, i due ragazzi si fermano ad aiutare. Il villaggio è attaccato da un elfo con una magia in grado di avvelenare le persone, che colpisce il sacerdote della chiesa. Quando Nash, un ragazzo dell'orfanotrofio, e Sorella Lily, entrambi in difesa del villaggio, stavano per essere raggiunti dal veleno, arrivano Asta e Yuno a salvarli. |                   |         |
| 102 | Due miracoli 「2つのキセキ」 - Futatsu no kiseki | 24 settembre 2019 |         |
| 102 | Asta e Yuno, arrivati in difesa del villaggio di Hage, risvegliano in Sorella Lily il ricordo delle tante lettere spedite dai ragazzi. Asta, notando il padre in punto di morte, cerca di salvarlo usando la spada Fendi-Demoni (quella che respinge/annulla gli attacchi magici). L'incantesimo svanisce, ma non i suoi effetti, così il suo grimorio gli propone l'uso della nuova spada sottratta a Licht. |                   |         |

### Terza stagione
| Nº  | Titolo italiano Giapponese 「Kanji」 - Rōmaji | In onda           | In onda |
| Nº  | Titolo italiano Giapponese 「Kanji」 - Rōmaji | Giapponese        |         |
| 103 | Il rilascio della sfortuna 「因果解放」 - Inga kaihō | 1º ottobre 2019   |         |
| 103 | Asta, utilizzando la nuova spada, riesce a curare tutti gli abitanti colpiti dagli incantesimi nemici. Dopo di che il combattimento riprende con l'elfo che, ricordando la propria vita pacifica, è straziato da un dolore che lo sconvolge nel profondono, facendogli perdere completamente il controllo. Asta riesce a colpire l'avversario con la nuova spada così da liberare il cavaliere magico posseduto. Al suo risveglio il cavaliere afferma che in realtà l'elfo trasmigrato in lui non avrebbe mai voluto né combattere, né provare odio. Ristabilita la pace nel villaggio di Hage e dopo aver parlato un po' di tempo con i loro cari, Asta, Yuno e il cavaliere liberato partono alla volta della capitale. Ad un certo punto i ragazzi si vedono costretti a dividersi per riuscire a difendere due villaggi attaccati da elfi. |                   |         |
| 104 | Fulmini di rabbia contro i compagni 「怒りの雷VS仲間」 - Ikari no ikazuchi bāsasu nakama | 8 ottobre 2019    |         |
| 104 | Vanessa e Magna si stavano allenando quando, notando il covo dell'Occhio Magico della Notte Bianca fluttuare, non lo seguono fino ad arrivare ad un villaggio attaccato da Luck posseduto dall'elfo Ruful. I due cavalieri del Toro Nero iniziano subito a combattere per riavere il proprio compagno, ma la forza di Ruful è sovrumana, tanto da mettere fuori combattimento entrambi e richiedere l'aiuto di Rouge, il filo rosso del destino (sotto forma di gatto) evocato da Vanessa. Proprio Rouge creerà un destino in cui Asta compare ad aiutarli. Il ragazzo, nonostante sia in modalità Black, fatica a tenere testa all'elfo, ma grazie alla collaborazione con i compagni, riesce ad atterrare Ruful. |                   |         |
| 105 | Lacrime di gioia 「笑顔 涙」 - Egao namida | 15 ottobre 2019   |         |
| 105 | Asta riesce a colpire Ruful con la nuova spada (in grado di annullare l'azione stessa di aver lanciato un incantesimo), liberando così l'elfo che, nel profondo, avrebbe voluto essere amico degli umani. Luck, mentre ancora era posseduto, incontra sua madre, ma decide di non andare da lei perché sente i suoi amici chiamarlo. Al risveglio del compagno i quattro ragazzi tornano alla base del Toro Nero dove incontrano Henry, Gordon e Grey che raccontano loro che anche Gauche è stato posseduto. Charmy per far recuperare il mana consumato ai compagni utilizza un suo incantesimo e Henry ricostruisce il covo in assetto da sfondamento per precipitarsi con gli altri membri del Toro Nero alla capitale per difenderla dall'attacco degli elfi. |                   |         |
| 106 | La via della vendetta e quella dell'espiazione 「復讐の道 償いの道」 - Fukushū no michi tsugunai no michi | 22 ottobre 2019   |         |
| 106 | Luck percepisce tre elfi in una città vicina, Hecairo. Vanessa, Grey e Charmy salvano i cittadini mentre Magna, Luck e Gordon canalizzano la loro magia attraverso i cannoni che travolgono gli elfi. Asta viene sparato attraverso i cannoni e annulla le possessioni, riportandoli alla normalità. Altrove, William ricorda la sua infanzia, di aver sempre percepito l'anima traumatizzata di Patry, di essere in grado di vedere i suoi ricordi, e poi di averlo risvegliato completamente una volta compiuti 16 anni. Insieme pianificarono la resurrezione degli elfi, culminando con la morte di Julius. Con il cuore spezzato, Vangeance si addormenta mentre la resurrezione di Patry è completata. Patry lascia dietro di sé il grimorio di Vangeance mentre va a unirsi a Licht. Rades risorge improvvisamente, in quanto la sua furia per essere stato tradito e ucciso ha fatto sì che la sua magia si evolvesse, resuscitando se stesso, Sally e Valtos. Si teletrasportano a Hecairo per ottenere l'aiuto del Toro Nero per vendicarsi, ma Asta insiste che si concentrino sul salvataggio di quante più persone possibile. Valtos decide di cercare l'espiazione per i suoi peccati mentre Sally accetta di smettere di ferire le persone e di svolgere invece ricerche a beneficio degli altri. |                   |         |
| 107 | Battaglia decisiva al castello di Clover 「決戦 クローバー城」 - Kessen Kurōbā-jō | 29 ottobre 2019   |         |
| 107 | Gli elfi che possiedono i membri dell'Alba Dorata, guidati da Langris, si dirigono verso i tre castelli reali per uccidere le famiglie reali. Il re, furioso per i crimini di Langris, annulla il fidanzamento tra lui e la sua pronipote, Finnes. Diversi elfi combattono le guardie reali mentre Langris guida altri elfi ad uccidere i reali. Finral arriva con Yami per combattere gli elfi con Jack, e riescono a far perdere i sensi agli elfi a guardia dei cancelli. All'interno del castello dei Silva, gli elfi iniziano a massacrare umani. I fratelli di Noelle vengono attaccati da un elfa di nome Kivn. Nebula viene impalata, mentre Solido, ancora ferito in seguito alla sua sconfitta contro Noelle, percepisce il dungeon galleggiante che si avvicina proprio dietro Nozel, Noelle e i loro compagni. Yami, Jack e Finral decidono di trovare e proteggere il re. Nozel e Noelle cercano di salvare i fratelli, ma Kivn lancia un incantesimo che distorce la loro magia, rendendo difficile il controllo dei loro incantesimi, e Nozel viene ferito. I fratelli Silva sono sorpresi di apprendere che Noelle, che ha lottato per controllare la sua magia per tutta la vita e costringendosi ad allenarsi per controllarla, ora è l'unica che può ancora combattere efficacemente. |                   |         |
| 108 | La principessa danzante sul campo di battaglia 「戦場の舞姫」 - Senjō no maihime | 5 novembre 2019   |         |
| 108 | Noelle travolge Kivn con l'acqua e Nozel la immobilizza con il mercurio. Nozel rivela di aver inserito Noelle nel Toro Nero temendo che finisse come sua madre, e si scusa con lei per le sue azioni. Nozel viene improvvisamente impalato mentre Kivn si libera e rilancia il suo incantesimo di distorsione. Noelle, nel disperato tentativo di proteggere la sua famiglia, sblocca un nuovo incantesimo, ricoprendosi con un'armatura d'acqua identica all'armatura d'acciaio indossata da Acier. Noelle mette fuori combattimento Kivn, ma prima che possa aiutare i suoi fratelli, viene circondata da altri sei elfi. Zora arriva all'improvviso e la sua magia di trappola fa facilmente perdere i sensi a un elfo. Ricordando la sua promessa di proteggere i suoi fratelli, Nozel sigilla le sue ferite e si unisce alla battaglia. Zora si rende conto che gli elfi, essendo morti da secoli, non hanno mai sperimentato i complicati incantesimi moderni come la magia di trappola, e sono facilmente sopraffatti. |                   |         |
| 109 | I fratelli della magia di spazio 「空間魔導士の兄弟」 - Kūkan madōshi no kyōdai | 12 novembre 2019  |         |
| 109 | L'elfo Baval, che possiede il membro di Alba Dorata David Swallow, minaccia Kirsch, Mimosa ed En, sottolineando il potere degli elfi e il fatto che Langris, posseduto dall'elfo Latry, ha raggiunto re. Il re dichiara con arroganza che sconfiggerà Langris con la sua magia ma viene sconfitto facilmente. Finnes viene salvata da Latry da Finral. Yami lancia i genitori di Finral attraverso un portale mentre Finral promette a Finnes che sopravviverà. Jack taglia le mura del castello, mandando in salvo il re. Jack trova un modo per annullare la difesa automatica di Latry, e lui e Yami quasi gli fanno perdere i sensi, ma lui invece va su tutte le furie. Finral ricorda che lui e Langris non hanno mai combattuto tra loro poiché Finral scappava sempre, e con Latry distratto, riesce a trasportarsi direttamente di fronte a lui e lo mette fuori combattimento con un semplice pugno in faccia. Nella mente di Langris, lui e Finral si riconciliano mentre entrambi svengono. Patry arriva alla base galleggiante e incontra gli elfi Drowa e Ecra, che possiedono Gauche e Marie. Raia rivela che, per una ragione sconosciuta, i ricordi di Licht non sono completamente tornati e si è addormentato ancora una volta. Patry rivela la fase finale del suo piano, posizionare un'ultima pietra magica in una tavola nel profondo del castello, spazzando via tutti gli umani e rendendo permanenti le reincarnazioni degli elfi, una pietra che si trova sulla collana di Yuno. |                   |         |
| 110 | Il toro adirato nello scontro tra titani!! 「暴れ牛 頂上決戦参戦!!」 - Abare ushi Chōjō kessen sansen!! | 19 novembre 2019  |         |
| 110 | Raia rivela di aver creato nuovi corpi artificiali in cui Fana e Vetto possano reincarnarsi. I membri riuniti della Cerchia di Sephira, dieci elfi che hanno ricevuto la rivelazione divina, procedono per aprire il palazzo reale oscuro, spazio tra il mondo dei vivi e dei morti, dove intendono usare la pietra magica di Yuno per rendere permanenti le loro reincarnazioni. Asta e gli altri membri del Toro Nero si uniscono alla battaglia, ma Reve, un'elfa che possiede il corpo della comandante Dorothy Unsworth, usa la sua magia per spedire Vanessa, Charmy, Luck, Magna e Sally in un'altra dimensione, mentre Drowa e Patry distruggono la loro base. Rades, Valtos, Yami e Jack inseguono Patry e gli altri elfi nel palazzo reale oscuro, mentre Ecra lancia un incantesimo che paralizza i restanti maghi, ma l'incantesimo viene annullato da Asta. |                   |         |
| 111 | Gli occhi nello specchio 「鏡の中の瞳」 - Kagami no naka no hitomi | 26 novembre 2019  |         |
| 111 | Nel mondo dei sogni Reve spiega che ha il pieno controllo della realtà. Vanessa e gli altri diventano sonnolenti e Reve rivela che chiunque sia intrappolato nel mondo dei sogni per lunghi periodi alla fine si addormenterà per sempre. Sally si rende conto che qualsiasi cosa Reve immagini nel mondo dei sogni apparirà fisicamente, anche contro la sua volontà. Con questo in mente, Sally inganna Reve facendogli immaginare e creare accidentalmente delle uscite che riconducono al mondo reale. Nel frattempo, Drowa e Ecra cercano di uccidere Asta, ma viene salvato da Gordon, Gray e Henry, il quale decide che sacrificherà tutta la sua magia rimanente e persino la sua vita per mantenere Asta in vita abbastanza a lungo da sconfiggere gli elfi. |                   |         |
| 112 | Umani in cui credere 「信じられる人間」 - Shinjirareru ningen | 3 dicembre 2019   |         |
| 112 | Nel mondo dei sogni, il gruppo di Vanessa inganna Reve inducendola a sognare la vera Dorothy, che impegna Reve in una battaglia metafisica che distrugge la dimensione del sogno, mentre l'elfa viene sconfitta nel mondo reale da Luck e Magna. Henry si lancia contro Drowa ed Eacra, prosciugando la loro magia, e viene salvato dai suoi amici mentre Asta riesce ad attaccare Drowa, che ricorda che quando gli elfi furono assassinati i reali umani usarono un oggetto magico per rubare la loro magia per se stessi, eppure si rende conto che Asta e i suoi amici non assomigliano per niente agli antichi umani e decide di permettergli di annullare le reincarnazioni sue e di sua sorella. Quando Gauche si sveglia, rimprovera i suoi compagni per aver rischiato la vita per lui, anche se gli altri insistono nel considerarlo comunque un amico. Con tutti di nuovo insieme, Asta dichiara che è ora di raggiungere Yami. |                   |         |
| 113 | Assalto al palazzo reale oscuro 「突入 影の王宮」 - Totsunyū kage no ōkyū | 10 dicembre 2019  |         |
| 113 | Raggiunti da Fuegoleon e Mereoleona, Asta, Noelle, Mimosa e Nozel si recano con loro nel palazzo reale oscuro, mentre gli altri membri del Toro Nero rimangono indietro per fronteggiare i restanti elfi. All'interno del palazzo, il gruppo viene diviso e ognuno affronta un avversario diverso: Asta e Mimosa affrontano Rila, Noelle si ritrova contro Fana, mentre Mereoleona e Fuegoleon affrontano Vetto e un elfo che possiede il corpo del nuovo comandante dell'Orca Viola, Kaiser Granvorka. |                   |         |
| 114 | Gli ultimi invasori 「最後の入場者」 - Saigo no nyūjō-sha | 17 dicembre 2019  |         |
| 114 | Gli altri cavalieri magici guidati da Yuno intanto giungono in aiuto del Toro Nero, mentre questi entra nel palazzo accompagnato da Charmy, che si ritrova nella stanza dove Asta e Mimosa stanno affrontando Rila. Quando l'elfo distrugge il piatto che Charmy gli aveva offerto, questi si infuria e risveglia il suo potere nascosto dovuto all'essere per metà appartenente alla razza dei nani, che le consente di usare una magia in grado di divorare gli incantesimi altrui. Charmy tiene occupato l'elfo, permettendo a Asta e Mimosa di andare avanti. Noelle riceve aiuto da Jack, mentre Yuno combatte contro Raia, Patry e un altro elfo, Ronne, che riesce a rubare la pietra di Yuno. Raia viene pero ferito da Ronne quando si rende conto che lui non è in se. |                   |         |
| 115 | Eminenza grigia 「光の世界」 - Kuromaku | 24 dicembre 2019  |         |
| 115 | Ronne rivela di essere in posseduto da un demone che usa la pietra per portare il suo vero corpo nel mondo dei mortali, e che, dopo averlo immobilizzato e ferito, rivela a Patry di essere stato lui a spingere i reali ad uccidere gli elfi. Asta e Mimosa arrivano e mentre Asta e Yuno provano a combattere il demone, questi rivela di aver lanciato lui l'incantesimo per resuscitare gli elfi come parte del suo piano per riconquistare il suo corpo. Patry si trasforma in un elfo oscuro e inizia ad attaccare tutti, mentre il demone se ne va dopo aver preso il suo grimorio, che ha sviluppato un quinto petalo. |                   |         |
| 116 | Il nemico naturale definitivo 「最強の天敵」 - Saikyō no tenteki | 7 gennaio 2020    |         |
| 116 | Asta e Yuno vengono salvati da Nozel che usa la superficie riflettente del suo mercurio per deviare la magia della luce di Patry e intrappolarlo. Asta cerca di annullare la possessione e viene invece risucchiato dai ricordi di Patry, dove viene a sapere della morte di Julius. Asta raggiunge Patry e lo rimprovera per aver rinunciato a se stesso, anche se Asta non si è ancora arreso con gli elfi. Patry torna alla normalità e stringe quindi alleanza con i cavalieri per fermare il demone, il quale inizia a combattere contro Licth, Yami e Charla, l'elfa che possiede Charlotte. Intanto Finral viene contattato da Nero che rivela la sua capacità di parlare e gli chiede di portarlo ai resti del demone vicino al villaggio di Hage. |                   |         |
| 117 | Il momento di infrangere il sigillo 「今封を切る時」 - Ima fū o kiru toki | 14 gennaio 2020   |         |
| 117 | Il demone evoca una massa magica informe, che si dimostra capace di prosciugare magia e forza vitale dalle sue vittime, e ha intenzione di scatenarla nel mondo. Nozel ordina ad Asta, Yuno e Patry di assistere Yami mentre porta Mimosa altrove. Su istruzione di Nero, Finral pone la pietre magiche sulla statua del primo imperatore magico Lumiere Silvamillion Clover. Quando la statua si sbriciola, si trasforma di nuovo nel primo imperatore, mentre Nero assume la sua vera identità, quella di una ragazza di nome Secre Swallowtail. Lumiere e Secre si recano immediatamente nel palazzo reale oscuro. Secre ha un flashback di 500 anni fa, quando era la serva di Lumiere, che trascorreva il suo tempo creando strumenti magici e promuovendo l'idea di una società più equa. Ma il giorno del matrimonio di sua sorella con Licht fu catturato dal demone che manipolò la sua famiglia inducendola a uccidere gli elfi. Lumiere fuggì ma era troppo tardi per impedire il massacro e il demone riuscì a creare l'originale grimorio a cinque petali che un giorno sarebbe appartenuto ad Asta. Ha quindi cercato di possedere Licht ma questi ha usato la magia proibita e si è trasformato in un demone gigante prima di chiedere a Lumiere di ucciderlo. |                   |         |
| 118 | Riuniti attraverso il tempo e lo spazio 「時空を超えた再会」 - Jikū o koeta saikai | 21 gennaio 2020   |         |
| 118 | Lumiere onora la richiesta di Licht di ucciderlo mentre evoca una gigantesca spada di luce e riduce il corpo mostruoso del suo amico a uno scheletro. Secre recupera le pietre magiche e impedisce al demone di prendere il grimorio di Licht mentre tenta di sigillarlo, ma il demone lancia l'incantesimo di resurrezione per mandare se stesso e gli elfi di cinque secoli nel futuro. Secre poi pietrifica Lumiere ormai in fin di vita su sua richiesta e viene trasformata in Nero per aver usato la magia proibita. Trascorre quindi i successivi cinque secoli vegliando sul grimorio di Licht finché Asta non lo acquisisce. Nel presente, il redivivo Lumiere e Secre si uniscono alla battaglia contro il demone, e Secre risveglia completamente l'anima di Licht. Mentre tutti iniziano combattere, il demone si rende conto che l'anti-magia di Asta può fermare i suoi attacchi. Licht lancia un incantesimo, usando il potere di tutti gli elfi rimanenti per sbloccare il vero potenziale della Spada Fendi Demoni e distrugge il demone, ma il cuore del mostro sopravvive e si rigenera, rivelando che nessuna magia della loro dimensione può ucciderlo. Asta capisce che anche la Spada Alberga Demoni ha un potere nascosto e che deve sbloccarlo. |                   |         |
| 119 | L'attacco finale 「終わりの一撃」 - Owari no ichigeki | 28 gennaio 2020   |         |
| 119 | Yami e Charla sopravvivono alla massa mentre Yami conserva abbastanza magia per un ultimo attacco. Secre si rende conto che mentre il demone ha creato il grimorio di Asta, è stato un altro demone a dargli l'anti-magia. Yuno riesce a raccogliere i resti della magia di Lumiere e Licht per forgiare una spada del vento in grado di ferire il demone, mentre Asta riesce a riempire eccessivamente la sua spada con l'anti-magia. Con l'aiuto di Yuno e di Yami, che lancia un potente incantesimo a distanza tagliando il demone a metà, Asta riesce a distruggere il cuore del demone, eliminandolo. |                   |         |
| 120 | Alba 「夜明け」 - Yoake | 4 febbraio 2020   |         |
| 120 | Mentre il demone muore, viene affrontato dal demone nel grimorio di Asta che esulta per la sua vittoria. La massa inizia a consumare il palazzo ma tutti vengono salvati da Rades e Valtos e fuggono attraverso i portali, solo per trovare gli elfi rimasti che ancora attaccano la città. Asta purifica Patry dal corpo di William, in modo che quest'ultimo possa, insieme a Licth e Asta, purificare le anime degli altri elfi e portare i posseduti alla normalità. Raia, Vetto e Fana, tuttavia, rimangono legati ai loro corpi e salutano Licht e gli altri. Yuno si rende conto che l'elfo che lo possedeva era il figlio non ancora nato di Licht e Tetia, e Licht ringrazia Yuno per avergli permesso di incontrarlo. Rades cattura l'anima di Patry e la rianima nel corpo artificiale di Licht, chiedendogli di restare ed espiare tutte le persone che ha ucciso, cosa su cui Patry è d'accordo. Anche Lumiere, dopo aver detto addio a Secre, svanisce mentre le chiede di continuare a prendersi cura del regno e di vivere la propria vita d'ora in poi. |                   |         |
| 121 | Tre problemi 「3つの困ったこと」 - 3-tsu no komattakoto | 11 febbraio 2020  |         |
| 121 | Yami e William, recatosi sul luogo di sepoltura di Julius, lo ritrovano vivo, ma con l'aspetto di un tredicenne. Julius, dopo aver spiegato di essere tornato in vita dopo aver sigillato il suo tempo con un incantesimo, rivela ad Asta che la fonte della sua anti-magia è un potere demoniaco, e che per tanto l'Assemblea Magica di Clover intende giudicarlo. Qualche giorno dopo, recatosi alla sede dell'assemblea, Asta e Secre vengono messi sotto processo dal capo dell'organizzazione, Damnatio Kira, il quale intende accusarli dei recenti avvenimenti che hanno colpito il regno. |                   |         |
| 122 | Più Nero del Nero 「真っ黒けっけ」 - Makkuro kekke | 18 febbraio 2020  |         |
| 122 | I membri del Toro Nero fanno irruzione durante il processo di Asta e Secre, che viene ufficialmente accettata come membro della squadra. Prima che la situazione degeneri, arrivano Fuegoleon e Nozel, che annunciano il loro sostegno ad Asta, scioccando tutti. Fuegoleon rivela che Julius ha ordinato al Toro Nero di indagare sui demoni per dimostrare l'innocenza di Asta. Con un supporto così influente Damnatio è costretto ad accettare, ma avverte Asta che verrà comunque giustiziato se fallisce. Damnatio fa visita a Julius, già consapevole delle sue condizioni, e lo avverte che se la crisi dovesse peggiorare o il regno fosse invaso, potrebbe dover giudicare anche lui. |                   |         |
| 123 | Le reminiscenze di Nero - Prima parte 「ネロ、追懐そして…前編」 - Nero, tsuikai soshite... zenpen | 25 febbraio 2020  |         |
| 123 | Nero ricorda tutto ciò che ha portato alla trasformazione in demone di Licht e la sua morte per mano del Primo Imperatore Magico. |                   |         |
| 124 | Le reminiscenze di Nero - Seconda parte 「ネロ、追懐そして…後編」 - Nero, tsuikai soshite... kōnhen | 3 marzo 2020      |         |
| 124 | Nero ricorda la crescita di Asta, seguita meticolosamente dalla ragazza per la protezione del grimorio di Licht, e lo svolgimento della guerra appena conclusa. |                   |         |
| 125 | Il ritorno 「帰還」 - Kikan | 10 marzo 2020     |         |
| 125 | Tornati alla base distrutta del Toro Nero, sorge il problema di come ricostruirla dato che nessuno ricorda precisamente la sua planimetria. Inoltre gli animali feroci di Yami sono scappati, quindi i cavalieri si dividono in squadre per la loro ricerca. Ricostruita la base e ritrovati gli animali, il Toro Nero è pronto a iniziare la ricerca sui demoni. |                   |         |
| 126 | La confessione della Rosa Blu 「碧薔薇の告白」 - Aobara no kokuhaku | 17 marzo 2020     |         |
| 126 | In cerca di indizi, Yami parla con Charlotte sulla sua maledizione, ma è così sopraffatta che ha un esaurimento nervoso e corre per tutta la città. Ore dopo si calma e ricorda che Yami l'ha aiutata a spezzare la sua maledizione. Riunisce la sua squadra e ammette di amare Yami e si dimette dalla carica di comandante. Tuttavia, rimane scioccata quando le sue sottoposte dichiarano che la sosterranno poiché la maggior parte di loro ha comunque dei fidanzati segreti. Charlotte accetta nervosamente di dire a Yami come si sente, proprio mentre lui arriva con Asta e Secre. Asta, nel suo solito modo schietto, rivela che a Charlotte deve davvero piacere molto Yami per fidarsi così tanto di lui. Charlotte invita Yami a cena, ma questi non si rende conto che dovrebbe essere un appuntamento e continua a chiederle della sua maledizione. Nonostante sia delusa, Charlotte spiega che la sua famiglia è stata maledetta da un mago così che quando ha compiuto 18 anni la sua anima e la sua magia hanno cambiato forma, una maledizione che probabilmente proveniva dal mondo dei demoni. Poi ricorda a Yami che ha qualcuno nella sua squadra che ha già familiarità con le maledizioni, ovvero Gordon. |                   |         |
| 127 | Indizi 「手掛かり」 - Tegakari | 24 marzo 2020     |         |
| 127 | Gordon fa visita alla sua famiglia con Asta, Secre, Gauche e Grey. Per generazioni, gli Agrippa hanno maledetto le persone per soldi, ma invece Gordon si unì al Toro Nero. Gordon chiede a suo padre Nathan dei demoni e lui accetta di spiegare, ma gli chiede di usare la sua magia nelle loro ricerche. Quando Gordon rifiuta, Nathan apparentemente avvelena Asta, solo per rivelare che ha preso le ricerche dei loro antenati e le ha riproposte nella guarigione e nel progresso medico, cosa di cui Gordon non era a conoscenza. Altrove Noelle fa visita a Dorothy e chiede di sapere come è morta veramente sua madre dopo che Nozel ha ammesso che non è stata la nascita di Noelle a ucciderla. Per motivi di sicurezza, Dorothy porta Noelle nel mondo dei sogni in modo che possano parlare liberamente, e le spiega che Acier è morta a causa della maledizione di un demone, ma chiunque parli della maledizione verrà inflitto dalla stessa maledizione e morirà, ecco perché Nozel lo ha tenuto segreto, anche ai suoi fratelli. Spiega inoltre che il demone che maledisse Acier si chiamava Megicula. Nathan mostra ad Asta una mappa che mostra le maledizioni attualmente attive nel regno, inclusa una nel nascondiglio del Toro Nero, che presumono sia Henry. Un altro potente è nella capitale, ma il più potente è lontano, nel Regno di Heart. |                   |         |
| 128 | Verso il Regno di Heart! 「ハート王国へ!」 - Hāto Ōkoku e! | 31 marzo 2020     |         |
| 128 | Yami scopre che Heart può essere visitato solo tramite permesso. Finral fa visita a Langris, che è sorpreso che Finral sia determinato a migliorare se stesso e prendere Finnes come sua moglie, anche se Langris crede che Finral sia incapace di rendere felice Finnes a causa dell'abitudine di suo fratello di flirtare con le donne e sfida Finral a diventare un uomo migliore. Mimosa rivela che Heart è ricco di mana naturale, e governato da una regina potente quanto una squadra di cavalieri. Mimosa acquisisce inviti nel regno per sé, Asta, Noelle e Finral, con Secre che si nasconde nella sua forma di uccello. Quando entrano nel regno, viene rivelato che la regina intende impossessarsi del potere diabolico di Asta. Gaja, uno dei guardiani del regno, li indirizza al palazzo e spiega che ogni regina da 1200 anni ha stretto un patto con Undine, lo spirito dell'acqua. Asta viene improvvisamente rapito, mentre gli altri sono costretti a combattere Gaja, che è molto più abile. Asta viene depositato nel palazzo dove la sua forma diabolica impressiona Undine. Rivela che il regno misura la forza magica in livelli e Asta si colloca a malapena al nono, il più debole, mentre Noelle e Mimosa si classificano al primo, e suggerisce che Gaja si classifichi ancora più in alto nel livello zero. Tuttavia, lavorando insieme, Noelle, Mimosa e Finral riescono a sferrare un potente attacco a Gaja, mentre Secre riesce a liberare Asta da Undine e attacca una presenza di ki vicina, supponendo che sia la regina. |                   |         |
| 129 | Diavolo Megicula 「悪魔メギキュラ」 - Akuma Megikyura | 7 aprile 2020     |         |
| 129 | La regina di Heart, Loropechika, rivela di essere una giovane donna goffa e distratta. Gaja presenta Noelle, Mimosa e Finral a Loropechika, che rivela di essere stata maledetta da Megicula e che morirà entro un anno. Undine spiega che vogliono che Asta e gli altri aiutino a sconfiggere Megicula, che si trova nel Regno di Spade, poiché Loropechika ha ereditato il potere di tutte le precedenti regine ed è troppo preziosa per morire così giovane. Vanessa, Magna e Luck esplorano il confine del Regno di Diamond e assistono alla sconfitta dell'esercito da parte di un mago di Spade, cosa che spaventa persino Luck. Loropechika spiega che i maghi di Heart sono limitati alla magia naturale come l'acqua e sono incapaci di uccidere veramente un demone, mentre i maghi di Clover hanno inventato delle magie innaturali, come la magia spaziale e temporale, e alcuni maghi nati in un ambiente così innaturale possono uccidere i diavoli, come Yami, Asta e Secre, che Loropechika classifica come Livello Arcano, sopra lo zero. Mimosa contatta Julius e lui concorda che Clover li aiuterà. Loropechika rivela che Megicula è più potente del diavolo che ha rianimato gli elfi, perché sta sottraendo potere ai cittadini di Spade, preparandosi a invadere tutti i regni, quindi sta progettando di invadere Spade prima di morire e chiede ad Asta e ai suoi amici di farlo, diventando più forti e radunando altri maghi arcani per l'invasione in 6 mesi. Spiegano la situazione a Yami che deduce che il cavaliere di Spade deve essere stato posseduto da Megicula. Yami ordina a ognuno di allenarsi per tutti i 6 mesi e di diventare forte in preparazione alla guerra. |                   |         |
| 130 | La nuova riunione dei comandanti dei Cavalieri Magici 「新・魔法騎士団団長会議」 - Shin Mahō Kishidan danchō kaigi | 14 aprile 2020    |         |
| 130 | L’Imperatore Magico convoca tutti i Comandanti dei cavalieri Magici per metterli al corrente della situazione nel Regno di Heart. Nonostante i Comandanti posseduti da elfi, sentendosi in colpa, chiedessero di essere sollevati dal loro incarico, Julius rifiuta. L’Imperatore, inoltre, decide di perdonare l’ex-Comandante dell’Orca Viola per il tentato furto delle ricchezze presenti nel Palazzo Reale Oscuro chiedendogli di venderle in modo da ricavare fondi per il regno. Come ultima novità decide, sempre per i fondi per il regno, di dimezzare lo stipendio ai Comandanti. |                   |         |
| 131 | Rinnovata determinazione 「新たなる決意」 - Aratanaru ketsui | 21 aprile 2020    |         |
| 131 | Asta e Yuno, accompagnati da Noelle e Nero, vanno al villaggio di Hage per fare visita ai loro cari. Arrivati lì scoprono che, su esempio dei successi dei due ragazzi, è stata costruita una scuola di magia nel villaggio. |                   |         |
| 132 | Il risveglio del Leone 「目覚める獅子」 - Mezameru shishi | 28 aprile 2020    |         |
| 132 | Mereoleona va alla base del Toro Nero e porta Asta, Noelle, Magna, Luck, Nero, Gordon e Charmy a fare un allenamento intensivo insieme alla compagnia del Leone Vermiglio. Il luogo scelto è, come per la prima volta, la regione ipermagica del vulcano Yultim, solo che invece che scalarlo, Mereoleona ordina di addentrarsi nelle sue viscere dove, se per caso il Mana skin dovesse cedere, si verrebbe carbonizzati all’istante. Asta, Leopold e Noelle si scontrano con uno degli animali mutati presenti nella regione. I tre ragazzi vengono raggiunti da Mereoleona e Fuegoleon che scoprono un dungeon nascosto dove la primogenita della famiglia Vermillion vuole subito addentrarsi. |                   |         |
| 133 | Il risveglio del Leone - Seconda parte 「続・目覚める獅子」 - Zoku Mezameru shishi | 7 luglio 2020     |         |
| 133 | Viene scoperto che all’interno del dungeon è presente un importante tesoro, trovato da Asta e Leopold che nel frattempo hanno iniziato una sfida per dimostrare di essere il più forte. Preso dalla foga dello scontro e della lotta contro il ragno gigante che già precedentemente aveva attaccato i Cavalieri, Leopold sviluppa e utilizza un nuovo potente incantesimo che accidentalmente danneggia gravemente il tesoro. Mereoleona come punizione decide che Asta e Leopold dovranno setacciare completamente il dungeon. |                   |         |
| 134 | Tutti noi qui riuniti 「集まった者たち」 - Atsumatta-sha-tachi | 14 luglio 2020    |         |
| 134 | Mereoleona e Fuegoleon decidono di festeggiare l’anniversario di ingresso della loro maestra, Suor Theresa, nell’ordine religioso insieme al resto della famiglia Vermillion, ad eccezione di Leopold occupato con degli allenamenti. I due decidono di invitare anche Asta e Noelle e la suora chiede di far partecipare anche i bambini della chiesa di cui si occupa dove, però, si infiltra anche Gauche per stare vicino alla sorellina. Ad un certo punto le due coppie di fratelli (Mereoleona e Fuegoleon, Mimosa e Kirsch), ricordando episodi imbarazzanti riguardanti l’altro, iniziano a litigare e si scontrano. Suor Theresa, allora, interviene e rimette in riga tutti quanti. |                   |         |
| 135 | Hai la mia mente, il mio cuore e la mia anima 「私の心と私の心と魂を持っている人」 - Watashi no kokoro to watashi no kokoro to tamashī o motte iru hito | 21 luglio 2020    |         |
| 135 | Durante un loro incontro Langris dice a Finral che la passione per le donne del fratello maggiore è causata da una maledizione. Il ragazzo così decide di allenarsi per sopraffarla chiedendo aiuto ad Asta. Il membro del Toro Nero decide di partecipare ad un appuntamento di gruppo per imparare a resistere alla tentazione e dimostrare di avere occhi solo per Finnes. Nello stesso locale i Cavalieri della Rosa Blu organizzano una cena similare per aiutare Charlotte a conquistare Yami. La determinazione di Finral si spezza solo alla fine quando non resiste a prendere al volo la Comandante della Rosa Blu che sta per inciampare scappando dopo aver sfiorato la mano di Yami. Nonostante l’errore Finral decide che si impegnerà a migliorare. |                   |         |
| 136 | Un nero racconto dalle profondità del mare 「黒の深海物語」 - Kuro no shinkai monogatari | 28 luglio 2020    |         |
| 136 | Durante un allenamento il Toro Nero incontra Kiato e Kahono (sacerdoti del Tempio Sottomarino e amici di Asta e Noelle) venuti per chiedere aiuto. Il Tempio infatti è stato attaccato da una delle creature chiamate Guardiani perché ritenuti servi del Dio del Mare e protettori degli abitanti delle profondità marine. Si decide quindi di mandare Noelle e Finral come accompagnatori di Kiato e Kahono che dovranno cercare di calmare il Guardiano con danza e canto, utilizzati al Tempio come preghiera. Arrivati nell’abisso dove dimora la creatura, scoprono che la causa della sua aggressività è la presenza del suo cucciolo e grazie ai due sacerdoti il Guardiano viene calmato. |                   |         |
| 137 | Charmy, cent'anni di fame, e Gordon, mille anni di solitudine 「チャーミー百年の食欲とゴードン千年の孤独」 - Chāmī hyaku-nen no shokuyoku to gōdon sen'nen no kodoku | 4 agosto 2020     |         |
| 137 | Charmy, volendo creare un cibo in grado di far aumentare enormemente il mana dei compagni, decide di diventare allieva del cuoco incontrato nella Capitale durante un precedente attacco dell'Occhio Magico della Notte Bianca. I suoi sforzi, però, creano un cibo mostruoso dotato di vita propria che attacca il Toro Nero. La creatura viene mangiata e sconfitta dagli amici di Charmy. Intanto Gordon, allenandosi con Asta, decide di essere diventato debole a causa della vicinanza ai compagni. Per questo motivo parte per fare un viaggio da solo durante il quale però comprende che, in realtà, ha sempre tirato fuori la sua vera forza in presenza degli amici. |                   |         |
| 138 | Le orme di Zara 「ザラを継ぐ者」 - Zara o tsugu mono | 11 agosto 2020    |         |
| 138 | Zora aiuta un ragazzo plebeo che sta per perdere lo scontro con il figlio di un nobile. Il ragazzo vuole seguire le orme di Zara e diventare Cavaliere Magico, ma si vergogna delle proprie origini pensando che siano di impedimento al suo sogno. Zora gli spiega che la classe sociale è ininfluente e lo difende quando il padre del nobile vuole accusarlo di un furto compiuto in realtà dal figlio. |                   |         |
| 139 | La strega torna a casa 「魔女の帰郷」 - Majo no kikyō | 18 agosto 2020    |         |
| 139 | Vanessa, pur di ottenere un nuovo incantesimo per aiutare i compagni, torna nella Foresta delle Streghe a chiedere aiuto alla Regina che glielo concede a patto che la ragazza allontani delle Bestie Magiche pericolose con l’aiuto di due streghe considerate deboli. Vanessa riesce a tirare fuori tutto il potenziale delle due compagne e riesce nell’impresa, ma decide di rinunciare all’incantesimo della regina perché vuole diventare più forte solo con le proprie forze. |                   |         |
| 140 | Un favore per Julius 「ユリウスの頼み事」 - Yuriusu no tanomi koto | 25 agosto 2020    |         |
| 140 | Julius vorrebbe poter girare per il regno a controllarne di persona lo stato, ma, a causa del suo ringiovanimento, sarebbe troppo pericoloso; per questo prima chiede a Sally di fare ricerche, poi a Nozel e Fuegoleon, accompagnati da Marcus, di andare in aiuto di un paese della Regione Plebea. Sally raccoglie dati utilizzando come cavie i membri del Toro Nero, mentre i due Comandanti e Marcus si rendono conto della miseria in cui le persone sono costrette a vivere a causa della distruzione del villaggio ignorata dai Cavalieri Magici. |                   |         |
| 141 | Una famiglia dorata 「金色の家族」 - Konjiki no kazoku | 1º settembre 2020 |         |
| 141 | William manda l’Alba Dorata al completo per rispondere alla richiesta di aiuto fatta da un villaggio minacciato da un branco di cinghiali magici più aggressivi del solito. Il capo della spedizione è Alecdora Sandler, ma Yuno, non condividendo la sua strategia, decide di fare di testa propria, riuscendo a scoprire che la causa dell’insolita esagerata violenza degli animali è causata da una bacca. La compagnia, insieme, riesce a risolvere il problema, ma viene subito rispedita a esplorare un dungeon all’interno del quale è nascosto un pericoloso Cavaliere traditore che attacca l’Alba Dorata. Per vincere è essenziale il contributo di Yuno dato che la magia di Alecdora non è efficace contro il nemico. In seguito Sandler confessa a Yuno l’antipatia e la gelosia che prova, come molti altri membri, nei suoi confronti, ammettendo nonostante tutto il talento del ragazzo. Dopo questo episodio molti altri membri della compagnia iniziano ad essere più amichevoli nei confronti del compagno. |                   |         |
| 142 | Gente abbandonata 「残された人々」 - Nokosareta hitobito | 8 settembre 2020  |         |
| 142 | Dopo l’attacco al Regno da parte degli elfi e l’accusa ad Asta, alcune delle persone colpite in particolar modo dal disastro decidono di uccidere il membro del Toro Nero considerando la decisione di Damnatio sbagliata (quella di sospendere il giudizio del ragazzo e permettergli di combattere per affrontare la minaccia incombente). Questo gruppo attacca e cattura Asta e Nero, difesi prontamente da Noelle. La ragazza, però, non riesce a salvare la compagna che viene rapita dai criminali. |                   |         |
| 143 | La bilancia falsata 「傾いた天秤」 - Katamuita tenbin | 15 settembre 2020 |         |
| 143 | Prima di essere rapito, Secre libera Asta dal braccialetto di tracciamento messo su di lui da Nozel. Gli Esiliati portano Secre nel loro nascondiglio nel villaggio distrutto di Dazu. Una volta che Yami viene rassicurato, Asta alla fine si sveglierà da solo, chiede a Marx di esaminare i ricordi di Asta. Nel frattempo Gauche interroga Neige sul rapimento di Marie e deduce che i rapitori sono collegati a Damnatio e si fa strada nel suo ufficio. Damnatio nega di essere a conoscenza del rapimento di Marie e cerca di giudicarli per aver distrutto il suo ufficio. Yami, avendo percepito il trambusto, arriva per salvarli e viene a sapere che Marie è stata rapita così come Secre. Damnatio lascia volentieri che Marx esamini i suoi ricordi per dimostrare la sua innocenza. Il Re Mago manda Nozel a rivelare che il braccialetto che ha messo su Asta funziona ancora, il che significa che quando Secre lo ha rimosso da Asta deve averlo messo da sola. I Bulls decidono di recarsi sul posto con Gauche che può andare solo quando il Re Mago insiste che Damnatio glielo permetta. Anche Nozel decide di andare, quasi litigando quando Yami lo prende in giro dicendo di essere preoccupato per la sicurezza di Noelle. Arrivando al villaggio, Noelle è sorpresa che il villaggio sia ancora in rovina così tanto tempo dopo l'invasione e Nozel si rammarica che ci siano solo così tanti cavalieri magici da aiutare e molti di questi villaggi stanno ancora soffrendo. Yami e Finral incontrano Dazu sulle tombe del marito e della madre. |                   |         |
| 144 | Coloro che desiderano l'annientamento dei demoni 「悪魔の滅びを願う者」 - Akuma no horobi o negau mono | 22 settembre 2020 |         |
| 144 | Dazu incolpa con rabbia i Cavalieri Magici per non aver protetto il suo villaggio prima di precipitarsi al quartier generale degli Esiliati, nel seminterrato della clinica medica di Bou, con la notizia che i Tori sono arrivati, causando la scoperta e lo smaltimento del braccialetto di tracciamento di Secre. Gli Esiliati decidono di uccidere Marie e Secre come messaggio politico ai corrotti Cavalieri Magici, ma Dazu vuole catturare Asta per primo, poiché la sua esecuzione attirerà più attenzione pubblica. Incapaci di interrogare gli abitanti ostili del villaggio, i Bulls tornano con riluttanza nella città in cui Asta si è appena svegliato. Yami partecipa a una riunione dei capitani con il Re Mago. Damnatio, avendo capito che molti dei suoi subordinati sono Esiliati che hanno aiutato nel rapimento, offre informazioni su Kabwe che portano i Capitani a presumere che giustizierà Secre e Marie il più pubblicamente possibile per ottenere l'approvazione della gente comune, portando forse a una rivoluzione contro il governo, i nobili e i Cavalieri Magici, che deve essere evitata a tutti i costi se vogliono avere una possibilità contro Megicula e il Regno di Spade. Nella vicina città di Lehart appare un messaggio che annuncia l'imminente esecuzione pubblica di due servitori del diavolo. |                   |         |
| 145 | Salvataggio 「奪還」 - Dakkan | 29 settembre 2020 |         |
| 145 | I Bulls si infiltrano a Lehart insieme agli altri Magic Knights e trovano riunita una grande folla di cittadini comuni arrabbiati. Vanessa viene avvicinata da due banditi che le chiedono di andarsene con loro in silenzio o Secre e Marie verranno uccisi all'istante. Arrivano gli Esiliati e Kabwe annuncia di essere disposto a risparmiare Secre e Marie se Asta si arrende. Asta si rivela ma poi rivela di essere Grey sotto mentite spoglie mentre il vero Asta attacca dall'alto. Mentre la battaglia infuria, diversi Esiliati diventano invisibili e fuggono con Secre e Marie, mentre Asta segue il loro ki. Percependo la battaglia, Vanessa decide di fuggire, solo per i due Esiliati che rivelano che il loro compito era quello di rimuovere la sua magia che altera il suo destino dalla battaglia. I due si suicidano poi davanti a una Vanessa scioccata. Asta cattura gli Esiliati ma è costretto a consegnare il suo Grimorio. Asta invece li sorprende salvando Marie usando solo la forza fisica. Yuno arriva con Mimosa e Klaus, costringendo gli Esiliati in inferiorità numerica a fuggire con Secre e il Grimorio di Asta. Yuno ricorda ad un devastato Asta che possiede ancora il suo potere originale, senza mai arrendersi. Il Re Mago teme che il Grimorio di Asta sia stato il vero bersaglio per tutto il tempo, e questo viene confermato quando un Kabwe ferito contatta lui e i Capitani con il messaggio che i suoi Esiliati sono tutti morti e il Grimorio di Asta rubato dai Credenti del Diavolo, un gruppo di adoratori del diavolo che mira a rubare il potere del diavolo dal Grimorio.                                                                        |                   |         |
| 146 | Coloro che venerano i demoni 「悪魔をあがめる者たち」 - Akuma o agameru monotachi | 6 ottobre 2020    |         |
| 146 | Poco prima che Kabwe contattasse il Re Mago viene mostrato che lui e gli Esiliati furono traditi da Dazu e dai Credenti che si infiltrarono negli Esiliati per prendere il controllo del Grimorio a 5 foglie di Asta. Credono che se ottengono i poteri del diavolo possono diventare come Asta che è diventato un Cavaliere Magico nonostante non possieda alcuna magia. Con Kabwe e gli Esiliatori morti e i Credenti smascherati, il Re Mago ordina a Yami di distruggerli e recuperare Secre e il Grimorio. Seguendo il segnale di Kabwe, trovano il nascondiglio degli Esiliati e apprendono da un abitante del villaggio che era la casa di Bow, un farmacista con una debole magia. Seguendo le sue indicazioni, trovano la casa di Dazu dove sono morti il marito e la suocera. Il Re Mago deduce che i Credenti vogliono arrivare al Regno di Spade per offrire Secre e il Grimorio in dono a Megicula in cambio del suo potere. Durante diversi giorni di inseguimento, Yami nota che ovunque vadano i credenti, le persone scompaiono dai villaggi, persone con una debole magia tentate di unirsi ai credenti per ottenere i poteri del diavolo. Seguendoli oltre il confine con il regno di Spade Asta, Noelle e Magna raggiungono finalmente i Credenti che sono riusciti a reclutare centinaia di membri. |                   |         |
| 147 | Pronti alla morte 「決死」 - Kesshi | 13 ottobre 2020   |         |
| 147 | Secre avverte i Credenti che un'area di forte magia naturale si frappone tra loro e il Regno di Spade, ma i Credenti decidono di continuare. Magna se ne va per cercare di contattare Yami. Asta atterra di fronte ai credenti ed è scioccato quando iniziano ad adorarlo. Asta chiede il ritorno di Secre e del suo Grimorio, ma Dazu e Bow sono determinati ad andare, poiché il rischio di morte è preferibile al ritorno alle loro vite precedenti in fondo alla società. Rivelano anche che una volta che Megicula dà loro i poteri del diavolo, hanno intenzione di tornare nel Regno dei Trifogli e distruggerlo per vendetta. Asta li critica furiosamente, pur avendo sofferto come i credenti ha sempre voluto solo aiutare gli altri. Incapace di ragionare con loro, Asta si offre come sostituto di Secre, solo per i Credenti che si trattengono e Noelle così come Secre. Bow spiega che con la Magia Catalizzatrice di Dazu hanno in programma di combinare tutte le magie deboli dei Credenti in un unico incantesimo abbastanza forte da proteggerli dalla magia naturale, ragionando che anche se solo un Credente sopravvive e ottiene poteri diabolici, la morte di tutti gli altri ne varrà la pena. Magna arriva finalmente con Yami. |                   |         |
| 148 | Diventare la luce che perfora le tenebre 「闇を照らす光になる」 - Yami o terasu hikari ni naru | 20 ottobre 2020   |         |
| 148 | Asta riesce a fuggire con Noelle e Secre. Nozel e Fuegoleon arrivano, costringendo i Credenti a provare ad attaccarli; Sfortunatamente questo evoca un drago dalla regione della magia forte. Dazu e Bow sono scioccati quando i tori li salvano e sconfiggono il drago. La vanganza arriva con Damnatio. I credenti temono che la Vangeance significhi giustiziarli, fino a quando la Vangeance non sottolinea che la maggior parte di loro non ha commesso alcun crimine. I Credenti faticano a credere che i capitani reali si prendano la briga di negoziare con la gente comune, fino a quando Yami non fa notare che è diventato un capitano nonostante sia un cittadino comune e uno straniero. Nozel e Fuegoleon si scusano per la discriminazione che i Credenti hanno dovuto affrontare e giurano di migliorare la società dei Clover. Vangeance rivela persino il suo volto sfregiato per mostrare quanto sia impegnato. Convinta, la maggior parte dei credenti torna a casa. Per i loro crimini Damnatio esilia Dazu, Bow e altri tre credenti che un tempo erano membri del Parlamento Magico. Offre loro un portale per una destinazione sicura al di fuori del regno, ma loro invece scelgono di entrare nella regione magica a piedi per raggiungere il regno di Spade, sperando ancora di ottenere poteri diabolici. Dazu restituisce il Grimorio di Asta, così Asta giura di rendere il regno dei Trifogli un posto migliore, anche se i Credenti sono troppo lontani per vederlo. Mentre se ne vanno, i credenti avvertono Asta, a meno che la società non cambi, qualcun altro finirà ciò che hanno iniziato. Con il suo Grimorio restituito, Asta torna a casa.                         |                   |         |
| 149 | Due cose che dobbiamo trovare 「ふたつのさがしもの」 - Futatsu no sagashi mono | 27 ottobre 2020   |         |
| 149 | Secre ricorda che Lumiere progettò uno strumento magico che poteva aumentare la magia specificamente per aiutare coloro che erano nati con la magia bassa, con l'intenzione di porre fine alla discriminazione che aveva creato i Credenti. La Regina Loropechika contatta il Re Mago per discutere dell'addestramento alla Magia Arcana, solo per crollare improvvisamente. Finral teletrasporta se stesso, Yami, Asta e Noelle al suo palazzo, ma su richiesta del Re Mago, Secre rimane indietro. I Bulls scoprono che Loropechika è al sicuro, essendo collassato per un'indigestione, così Yami torna a casa. Loropechika rivela di essere pronta per iniziare il loro addestramento, ma Mugi, uno dei suoi castori domestici, le ha rubato gli occhiali. Dopo che Finral e Noelle non riescono a catturare Mugi, Asta lo cattura con il suo rilevamento del ki, impressionando Loropechika. Asta restituisce gli occhiali, ma Loropechika è così goffa che li rompe immediatamente. Gaja arriva con diversi occhiali di riserva, quindi Noelle punisce Asta per aver sprecato il loro tempo offrendosi volontari per catturare Mugi. Loropechika si scusa per il fatto che i preparativi hanno richiesto così tanto tempo, ma gli Spiriti Guardiani dovevano prepararsi il più possibile per addestrare Asta e Secre insieme. Il Re Mago rivela a Secre di possedere i disegni di Lumiere per lo strumento magico e di aver preso provvedimenti per iniziare a costruirlo al fine di porre fine alla discriminazione magica. Secre è felice che i sogni di Lumiere siano riusciti a sopravvivere grazie al Re Mago.                                                                                     |                   |         |
| 150 | La sfida delle dame 「乙女たちの挑戦」 - Otometachi no chōsen | 3 novembre 2020   |         |
| 150 | Grey decide di superare la sua timidezza cronica e chiede aiuto a Noelle. Poiché la Grey non è timida quando si trasforma in altre persone, Noelle suggerisce invece di trasformare il suo stato d'animo. Grey si avvicina a Gauche che evoca degli specchi costringendola a vedersi da più direzioni, ma diventa così nervosa che non riesce a trasformare la sua mente. Una farfalla passa e in qualche modo la ipnotizza, permettendo a Gauche di ordinarle di non essere timida. Grey diventa più sicura di sé, ma torna al suo vecchio sé quando Gauche le chiede di trasformarsi in Marie e cerca di abbracciarla. Gauche sottolinea che non importa in chi si trasforma, sarà sempre Grey, il che la farà sentire meglio. Altrove il Capitano Charlotte si rende conto che la maggior parte delle Blue Roses ha fidanzati, eppure non parla con Yami da settimane. Le Rose consigliano che, dal momento che potrebbero morire combattendo il Regno di Spade, dovrebbe confessare presto a Yami. Quando Charlotte si concentra invece sull'allenamento, i Roses suggeriscono che una sessione di allenamento congiunta con i Bulls potrebbe essere utile. Charlotte cerca di chiedere a Yami dell'addestramento, ma si imbarazza di nuovo e fugge. Il Re Mago coglie l'idea di un addestramento congiunto e, per sollevare il morale dei cittadini, decide di tenere sessioni di allenamento pubbliche in cui i Capitani duellano tra loro. |                   |         |
| 151 | Scontro! I comandanti dei Cavalieri Magici si sfidano! 「激突！魔法騎士団団長戦！」 - Gekitotsu! Mahō kishidan danchōsen! | 10 novembre 2020  |         |
| 151 | I capitani sono divisi in due squadre; Yami, Jack, Nozel e Kaiser contro Charlotte, Fuegoleon, Dorothy e Vangeance, con l'obiettivo di distruggere i cristalli delle altre squadre, anche se Rill è assente per motivi personali. Jack e Yami inseguono Charlotte, Vangeance e il loro cristallo mentre Nozel e Kaiser difendono il loro cristallo da Fuegoleon. Nozel cattura Fuegoleon all'interno di una gabbia di mercurio mentre Vangeance evoca un albero più grande della foresta, permettendo a Dorothy di intrappolare Yami all'interno della sua dimensione onirica, dove lo costringe a combattere un clone di se stesso. Fuegoleon fugge dalla gabbia, danneggia il cristallo e rende Kaiser incosciente. Jack è intrappolato all'interno dell'albero di Vangeance, lasciando Nozel da solo contro Charlotte, Vangeance e Fuegoleon. Dorothy crea una dozzina di altri cloni proprio mentre Yami inizia a soccombere all'impulso di addormentarsi. Kaiser si risveglia in tempo per salvare Nozel, che a sua volta aiuta Jack a fuggire dall'albero. Entrambe le squadre combinano la loro magia per due attacchi potenti, distruggendo l'intera foresta. Yami usa il suo nuovo attacco Equinozio e divide il mondo dei sogni a metà per fuggire. Sfortunatamente, l'attacco divide anche entrambi i cristalli, quindi il Re Mago dichiara che è un pareggio, con disappunto dei Capitani. Jack e Yami litigano di nuovo incolpandosi a vicenda per non aver vinto, mentre Charlotte diventa gelosa del fatto che Dorothy sia sola con una dozzina di Yami. Con i cittadini rassicurati dal potere del Capitano, il Re Mago dichiara che la partita è un successo.                                |                   |         |
| 152 | Verso il futuro! 「明日へ!」 - Ashita e! | 17 novembre 2020  |         |
| 152 | L'esame di ammissione al Cavaliere Magico torna di nuovo, segnando un anno da quando Asta e Noelle si sono unite ai Bulls. Asta è ancora una volta invasa dagli Anti-uccelli per non avere magia. Noelle incontra Nozel che è orgogliosa di essere migliorata così tanto, proprio come la loro madre. Lei lo ringrazia per averla messa con i Bulls dove si è fatta tanti amici. Noelle e Asta ricordano che Asta è riuscito a unirsi ai Bulls nonostante la sua terribile prestazione all'esame. Yuno guarda l'esame con Sylph e parla brevemente con Asta, ricordandosi a vicenda che entrambi mirano a diventare il Re Mago. Yami è incuriosito da un solo esaminato, ma lo perde a favore di un'altra squadra, quindi informa allegramente Asta e Noelle che rimarranno i membri più giovani dei Bulls per un altro anno. Il Re Mago, che guarda l'esame sotto mentite spoglie, è sollevato dal fatto che così tante persone vogliano ancora diventare Cavalieri Magici nonostante sappiano che avrebbero dovuto unirsi alla guerra contro il Regno di Spade. Vangeance restituisce la collana di pietre magiche di Yuno, informandolo che Revchi l'aveva trovata tra gli altri tesori che aveva preso dal Palazzo delle Ombre degli elfi. Yami annuncia una festa per celebrare l'anniversario di Asta e Noelle, mentre Asta e Yuno decidono di diventare ancora più forti. |                   |         |
| 153 | I prescelti 「選ばれし者たち」 - Erabareshi monotachi | 24 novembre 2020  |         |
| 153 | I Capitani decidono di inviare Asta, Nero, Noelle, Finral, Luck, Mimosa e Leopold per l'addestramento del Regno del Cuore. Vangeance rivela che Yuno ha rifiutato l'addestramento mentre Charlotte decide di andare da sola. Anche Rill decide di andare, essendo ancora innamorato della forma umana di Charmy e determinato a diventare un uomo degno di lei. Successivamente partecipano a una speciale cerimonia di premiazione per onorare i cavalieri che hanno compiuto grandi imprese contro gli elfi. Per aver protetto il Re Mago dopo la sua sconfitta da parte di Patry, Sol viene promosso a Cavaliere Magico Senior di 5ª Classe. Mimosa viene promossa a Intermedio di 2ª Classe per tutte le vite che ha salvato al Palazzo delle Ombre. Leopold viene promosso a Senior di 4ª Classe per aver radunato i Leoni per sconfiggere il loro vice-capitano posseduto dagli elfi. Yuno viene promosso a Senior di 1ª Classe per aver sconfitto il diavolo dietro l'invasione degli elfi, anche se il Re Trifoglio è visibilmente indignato per la promozione di Yuno, e promuove Sekke allo stesso rango di Yuno per averlo salvato dall'assassinio da parte degli elfi, nonostante sia stato un completo incidente. Dopo che il Re se ne va, il Re Mago onora segretamente Yami in segno di sostegno per i Bulls che non possono essere promossi a causa del processo parlamentare. Alla base dei Bulls, quando Magna viene a sapere che Luck riceverà l'addestramento, riesce a convincere Yami a mandare anche lui. Altrove, Langris osserva Yuno, consapevole che ora sono dello stesso rango.                                                                                                  |                   |         |
| 154 | Il vice comandante Langris Vaude 「副団長ランギルス・ヴォード」 - Fuku-danchō Rangirusu Vōdo | 1º dicembre 2020  |         |
| 154 | Si spargono voci secondo cui Yuno sostituirà presto Langris come vice-capitano della Golden Dawn. Langris parla con Finnes e scopre che Finral si sta ancora allenando per renderla felice. Langris chiede un duello con Yuno, ora sono di pari rango, e scommette che il perdente deve lasciare la Golden Dawn. Durante il duello, Yuno sente che Langris si sta trattenendo e lo provoca deliberatamente a usare incantesimi letali, ma alla fine Yuno lo supera in astuzia e Langris ammette la sconfitta. Yuno accusa Langris di aver perso di proposito, cosa che Langris ammette essere stato il suo piano originale, ma ammette anche di aver cercato di vincere dopo che Yuno lo ha provocato, ma ha perso comunque. Langris lascia la Golden Dawn, ma non prima che Yuno chieda di duellare un giorno senza trattenersi. La vanganza permette a Langris di smettere, sapendo che ha molto da imparare altrove, ma gli ricorda che può sempre tornare. Finral, che si trovava in visita a Finnes, viene avvertito da Langris che lo considera un rivale per l'amore di Finnes e non gli permetterà di vincere facilmente. Yami ottiene il permesso dal Re Mago di lasciare che Magna si sottoponga all'addestramento del Regno del Cuore. Gordon parte per iniziare ad allenare la sua magia velenosa con suo padre, ma nessuno si accorge che se ne va mentre si preparano a viaggiare verso il Regno del Cuore al mattino. |                   |         |

### Quarta stagione
| Nº  | Titolo italiano Giapponese 「Kanji」 - Rōmaji | In onda          | In onda |
| Nº  | Titolo italiano Giapponese 「Kanji」 - Rōmaji | Giapponese       |         |
| 155 | I cinque Guardiani degli Spiriti 「5人の精霊守」 - Gonin no seirei no kami | 8 dicembre 2020  |         |
| 155 | Il Toro Nero viaggia verso il Regno di Heart con gli altri membri dei cavalieri magici(Leopold, Mimosa, Charlotte e Rill), inclusa Charmy che insiste per assaggiare la cucina di Hrart. Gaja, che addestrerà Luck, presenta gli Spiriti Guardiani, Sarado della Terra che addestrerà Mimosa e Charlotte, Potrof delle Piante che addestrerà Rill, Floga del Fuoco che addestrerà Leopold e Smurik del Vento che addestrerà Finral. La regina Loropechika annuncia che allenerà Secre mentre Undine allenerà Noelle. I Guardiani rivelano la loro tecnica, le Parole di Mana, che consente loro di infondere incantesimi con istruzioni complicate, rendendoli più intricati, accurati e potenti. Incapace di superare il primo test di Gaja, Magna viene ritenuto non pronto e se ne va. Rill si avvicina rapidamente alle parole di mana dipingendole. Charmy si dimostra anche abile nelle parole di mana, ma le usa solo per trovare più cibo. Loropechika rivela a Noelle e Secre che gli altri sono stati addestrati per fermare l'esercito di Spade, ma solo Loropechika, Undine, Noelle e Secre insieme saranno in grado di fermare Megicula. Finral fatica a usare la sua magia per gli attacchi, più abituato a supportare i suoi compagni di squadra. Anche Asta fatica perché i suoi metodi semplici sono troppo limitati per i metodi più strategici di Gaja e perde ogni partita di allenamento. Finral racconta i loro progressi a Yami, che viene mostrato mentre si allena sul sentiero del vulcano Yultim. |                  |         |
| 156 | Poteri risvegliati 「目覚めゆく力」 - Mezame yuku chikara | 15 dicembre 2020 |         |
| 156 | Leopold ammette a Floga di sentirsi inferiore a Mereoleona e Fuegoleon. Yami incontra Mereoleona e ammette che, sebbene sia stato in grado di usare istintivamente la Zona di Mana contro Zagred, vuole l'aiuto di Mereoleona per usarla al massimo delle sue potenzialità. Yami e Asta scoprono di non poter eguagliare la velocità di Mereoleona o Gaja, nemmeno usando il rilevamento del ki. Asta ricorda che la sua spada Demon Dweller possiede l'abilità di prendere in prestito la magia dagli altri, mentre Yami sviluppa improvvisamente l'abilità di manovrare a mezz'aria usando la Zona di Mana come Mereoleona. Superando i loro limiti, Asta usa un attacco anti-magia a distanza e sferra il suo primo colpo su Gaja mentre Yami sblocca un nuovo incantesimo, il Buco Nero della Zona di Mana, che inghiotte la magia di Mereoleona lasciandolo illeso. I Guardiani riferiscono i loro progressi a Loropechika. Rill e Charmy sono naturali in Mana Words, ma Noelle e Secre hanno fatto i maggiori progressi, mentre Leopold e Finral hanno dubbi su se stessi che li trattengono. Un gruppo di maghi ribelli del regno di Spade tenta di fuggire nel regno di Clover attraverso la regione del mana forte con importanti informazioni sull'esercito di Spade. Vengono attaccati dai soldati Spade in modo che trasferiscano la loro magia rimanente al loro leader, Ralph, in modo che possa fuggire. Poiché Ralph è il figlio di un comandante di picche deceduto, l'incidente viene riferito al Re di Spade, la cui ombra mostruosa rivela che è posseduto da un diavolo. |                  |         |
| 157 | Cinque foglie 「五つ葉のクローバー」 - Itsutsuba no Kurōbā | 22 dicembre 2020 |         |
| 157 | Gaja chiede ad Asta dei suoi primi anni di vita e del Diavolo nel suo Grimorio, così Asta spiega di essere stato trovato da Padre Orsi, della sua infanzia con Yuno a Hage e del suo iniziale fallimento nel ricevere un Grimorio. Dopo che Yuno fu attaccato da Revchi, ad Asta fu concesso il Grimorio da 5 trifogli e fu accettato nei Black Bulls mentre Yuno fu accettato dalla Golden Dawn, trovando in seguito la spada dell'Abitante dei Demoni che gli permise di prendere in prestito la magia degli altri e il suo primo contatto con gli elfi, quando Patry era ancora mascherato da Licht. Spiega anche come Yami gli abbia insegnato il rilevamento del Ki. Gaja chiede come Asta attiva la sua forma diabolica, così Asta spiega della sua visita alla Foresta delle Streghe e della sua lotta contro Ladros quando ha attivato la sua forma diabolica per sbaglio, quindi del suo allenamento al vulcano Yultim dove l'ha attivata intenzionalmente. Asta spiega come ha ricevuto la spada del Distruttore di Demoni durante l'invasione degli Elfi che lo ha aiutato a sconfiggere il diavolo. Tutto ciò che restava da fare era il suo processo in Parlamento e il tentativo di dimostrare la sua innocenza. Soddisfatta del racconto, Gaja riprende a duellare con Asta. Nel frattempo, Loropechika spiega a Noelle come tutti stiano migliorando e Noelle spera di potersi vendicare di sua madre. Gaja disarma Asta e vede momentaneamente il demone del suo grimorio manifestarsi per proteggere Asta dal male e decide che deve spingere Asta al limite per far crescere ulteriormente i suoi poteri. All'interno del grimorio di Asta, il demone dichiara che gli eventi stanno diventando molto più interessanti. |                  |         |
| 158 | Si alza il sipario su speranza e disperazione 「希望と絶望の幕開け」 - Kibō to zetsubō no makuake | 5 gennaio 2021   |         |
| 158 | Dopo sei mesi di allenamento nel regno di Heart, Asta e i suoi compagni attaccano una base mobile del regno di Spade, sconfiggendo gli occupanti e liberando i prigionieri. Rendendosi conto che potranno tornare a casa sani e salvi, i prigionieri rivelano che il regno di Spade è governato da un gruppo di maghi noto come Triade Oscura, ognuno posseduto da un potente demone, e dai loro seguaci, i Discepoli Oscuri che traggono potere demoniaco dalla Triade. La Triade, i fratelli Dante, Vanica e Zenon Zogratis, considerano irrilevante la sconfitta in quanto sono vicini al loro obiettivo per il quale hanno solo bisogno di catturare due maghi di livello arcano. Un uomo di Spade attraversa il confine fra i due regni e crolla presso la chiesa di Hage dove sorella Lily lo trova. |                  |         |
| 159 | Placidi laghi e foreste ombrose 「静かな湖と森の影」 - Shizuka na mizuumi to mori no kage | 12 gennaio 2021  |         |
| 159 | Loropechika decide di continuare a catturare i villaggi del regno di Spade. Charmy ha saccheggiato i frutti della foresta e non ne è rimasto quasi più nessuno. Asta scopre che Charmy ha mangiato così tanta frutta da aver guadagnato peso. Le suggerisce di smettere di mangiare, quindi gli affida la sua pecora gigante. Yuno riceve un messaggio da Hage. Potrof fa squadra con Asta e Rill che riescono a sconfiggere Charmy. Rill afferma di combattere per la donna che ama e mostra ad Asta un suo ritratto, che Asta realizza, è Charmy nella sua forma adulta, anche se Rill dubita che sia Charmy a causa del suo aumento di peso. Yuno si reca a Hage dove l'uomo di Spade, chiamato Ralph rivela che la Triade Oscura ha usurpato il trono dell'ex famiglia reale del regno di Spade, la Casa Grinberryall, e Yuno è il loro erede scomparso. |                  |         |
| 160 | Il messaggero del Regno di Spade 「スペード王国の使者」 - Supēdo ōkoku no shisha | 19 gennaio 2021  |         |
| 160 | Dopo aver superato la sorpresa per il fatto che Yuno sia un principe, Orsi chiede di Asta, dal momento che è stato lasciato la stessa notte di Yuno, ma Ralph non ha idea di chi sia. Con la sua magia Ralph mostra a Yuno visioni del suo passato. Yuno nacque da re Royce e dalla regina Ciel che gli diedero la sua collana e per un certo periodo Spade fu un regno pacifico, finché i tre fratelli Zogratis, tre dei più forti guerrieri di Spade, acquisirono poteri diabolici e attaccarono il castello. Yuno fu fatto uscire clandestinamente dal regno dal padre di Ralph, che lo pose sulla porta dell'orfanotrofio. Prima che Yuno possa pensare a come reagire alla rivelazione, riceve la notizia che il quartier generale dell'Alba Dorata è stato attaccato. Zenon della Triade Oscura ordina ai suoi discepoli di uccidere tutti i nemici tranne William, il mago di livello arcano di cui ha bisogno, e attacca selvaggiamente i cavalieri che si mettono sulla sua strada. Yuno si precipita ad aiutare la sua squadra, molti dei quali sono feriti o già morti. |                  |         |
| 161 | La potenza di Zenon 「ゼノンの力」 - Zenon no chikara | 26 gennaio 2021  |         |
| 161 | Yuno cerca di difendere i suoi compagni sopravvissuti, e lotta contro Gaderois, un discepolo oscuro che usa la magia della pietra potenziata. Gaderois si vanta della Triade Oscura che ha dato potere demoniaco ad assassini come lui per renderli dei maghi di livello zero. Yuno evoca la sua spada del vento Zephyr e distrugge l'armatura di Gaderois, sconfiggendolo. Klaus affronta un discepolo chiamato Foyal che la magia della nebbia potenziata e non è in grado di reagire poiché Foyal può rendere intangibile il suo corpo. Yuno spazza via la nebbia mentre Letoile usa la magia della sua bussola per esporre il vero corpo di Foyal. Klaus trafigge Foyal con la sua lancia di ferro, sconfiggendolo. Zenon appare all'improvviso, dopo aver sconfitto e catturato Vangeance. Zenon, che usa la magia delle ossa, impala Klaus e Letoile. Impressionato dal potere di Yuno, Zenon decide di mostrargli il suo potere demoniaco e lo travolge completamente. Ralph arriva alla base e trova Yuno in fin di vita. L'albero di Vangeance spunta improvvisamente dalle macerie e inizia a curare tutti poiché, anche se sconfitto, Vangeance ha usato l'ultima magia per curare i suoi cavalieri, anche se metà dell'Alba Dorata è morta e Vangeance è stato preso da Zenon. |                  |         |
| 162 | L'inizio della grande guerra 「大戦勃発」 - Taisen boppatsu | 2 febbraio 2021  |         |
| 162 | Rill e Charlotte partono per incontrare gli altri capitani così Asta e Finral tornano alla loro base. Loropechika e Undine percepiscono improvvisamente sei nemici all'interno del regno, tra cui Vanica e il suo diavolo Megicula. Asta raggiunge la base del Toro Nero e Finral va a prendere Yami. Henry avverte improvvisamente che la base viene levitata da Dante, che usa la magia della gravità. Rendendosi conto che il suo obiettivo, Yami, è assente, Dante tenta di schiacciare la base, fallendo solo a causa di Rouge. Vedendo il potere e la bellezza di Vanessa, decide di volerla come amante. Gauche crea più cloni di Asta, sperando che Dante non possa schivarli tutti, ma Dante attiva la sua forma demoniaca e genera dei buchi neri in modo che ogni attacco manchi. Vedendo che anche Asta è posseduto da un demone, Dante tenta di ragionare con lui dicendo che gli umani sono malvagi per natura, ma Asta non è d'accordo. Dante distrugge Rouge e accoltella Gauche. Asta ha un breve flashback di una donna che lo chiama il suo amato figlio prima di scatenare i suoi poteri demoniaci. Lucifero, il demone di Dante, gli assicura che Asta è probabilmente posseduto da un diavolo di basso livello, quindi Dante rimane scioccato quando Asta riesce a prevedere i suoi movimenti e gli taglia la faccia, facendolo infuriare. |                  |         |
| 163 | Dante contro il comandante del Toro Nero 「ダンテVS黒の暴牛団団長」 - Dante Bāsasu Kuro no Bōgyū-dan danchō | 9 febbraio 2021  |         |
| 163 | Gray ricorda come la sua matrigna adorava le sue sorellastre mentre lei subiva abusi. Dopo aver ricevuto il suo grimorio, scappò di casa solo per essere salvata dai banditi da Gauche che le disse di trovare una soluzione. Gray iniziò ad assumere la sua forma gigante e spaventosa per sopravvivere, unendosi al Toro Nero per essere vicina a Gauche. Nel disperato tentativo di non lasciare morire Gauche, Gray usa la sua magia di trasformazione per trasformare la ferita di Gauche in carne guarita. Dante fa perdere i sensi ad Asta e decide che vuole sia Vanessa che Gray come amanti, ma vengono salvati quando Finral arriva con Yami. Yami mostra di poter usare la sua magia per generare campi gravitazionali e resistere alla gravità di Dante. Dante conferma che Yami è il mago di livello arcano di cui ha bisogno per attraversare le dimensioni e raggiungere gli inferi. Yami risponde tagliando il petto di Dante. Ad Heart, i discepoli sconfiggono i guardiani e iniziano a distruggere il regno. Luck sfida il discepolo Svenkin, che può manipolare il suo corpo per renderlo perfettamente resistente a qualsiasi magia, compresi i fulmini di Luck. Disgustato dalla personalità egoista di Svenkin, Luck usa un incantesimo che ha imparato da Gaja e si trasforma in una lancia di fulmini generati naturalmente, da cui Svenkin non può difendersi, e si spara direttamente al petto di Svenkin, sconfiggendolo. |                  |         |
| 164 | Scontro nel Regno di Heart 「戦場ハート王国」 - Senjō Hāto ōkoku | 16 febbraio 2021 |         |
| 164 | Dante è felice che Yami sia riuscito a ferirlo poiché si era completamente annoiato del mondo umano e Yami gli ha fatto apprezzare di nuovo il combattimento. Spiega che la Triade ha intenzione di raggiungere il mondo dei demoni, ma fare questo richiede un incantesimo chiamato Albero di Qliphoth, che richiede la magia dell'albero del mondo di Vangeance e la magia oscura di Yami per consentire a ogni demone degli inferi di venire nel mondo umano. Ad Heart, Leopold e Charmy sconfiggono i discepoli Sivoir e Halbet, ma Vanica attacca la sala del trono di Loropechika, dove si trovano anche Noelle e Mimosa. |                  |         |
| 165 | La crociata dell'acqua 「水の聖戦」 - Mizu no seisen | 23 febbraio 2021 |         |
| 165 | Nel Regno di Spade una spia di Clover viene scoperta nell'ufficio di Dante, e si scopre che indossa una veste del Toro Nero sotto il mantello. Vanica chiede a Loropechika di combattere mentre il suo subordinato masochista, Robero, tiene occupate Noelle e Mimosa. Vanica rivela anche di aver maledetto ciascuno dei suoi discepoli con l'immortalità, il che significa che nessuno dei discepoli è stato effettivamente sconfitto. I discepoli si riprendono tutti dalle ferite e continuano ad attaccare il regno, con Vanica che rivela che moriranno solo se la uccideranno prima. Mentre duellano, Vanica accenna all'imminente cattura di Vangeance e Yami. Loropechika, che ha ereditato la conoscenza e l'esperienza di tutte le precedenti regine, si rende conto che stanno cercando di distruggere il mondo umano. Loropechika riesce a dimezzare il potere magico di Vanica aumentando quello di Noelle, ma è quasi sopraffatta. Loropechika, che in precedenza aveva ammesso di sentirsi spaventata e quindi inadatta a essere regina, decide di non aver paura e inizia il suo piano per sconfiggere Vanica. Costringendo Vanica a prelevare tutto il sangue dal suo corpo usando la sua magia del sangue, inizia a usare la magia di Megicula invece della propria. In quel momento appare Secre e sigilla la magia di Megicula in una prigione eterna. |                  |         |
| 166 | Il comandante Yami Sukehiro 「団長 ヤミ・スケヒロ」 - Danchō Yami Sukehiro | 2 marzo 2021     |         |
| 166 | Megicula prende il controllo del corpo di Vanica, frantuma la prigione eterna e cattura Secre. Loropechika è sopraffatta dalla paura quando si rende conto che Megicula ha maledetto Undine, e la sua vicinanza a Megicula attiva la sua stessa maledizione, paralizzandola dal dolore. Vanica decide di ucciderla ma Noelle riesce a reagire e pugnalare Vanica al petto. Vanica all'inizio riesce a resistere all'attacco e ad abbattere Noelle, ma in realtà viene ferita dall'attacco di Noelle. Yami e Dante continuano la loro battaglia, con Dante che spiega che se riescono ad aprire l'albero di Qliphoth avrà accesso a tutti i poteri di Lucifero, anche se non è sicuro se lo stesso vale per Asta che usa l'anti-magia. Yami, decidendo che deve superare ancora una volta i suoi limiti, condensa la magia sulla punta della spada e cancella l'intero torso di Dante. La magia del corpo di Dante, potenziata dal potere di Lucifero, lo rigenera in pochi secondi e lui rivela che lo rende incapace di morire. Asta fatica a resistere, ma con sua sorpresa, Yami annuncia che non può vincere senza il suo aiuto, e Asta trova la forza di stare accanto a Yami e combattono insieme da pari a pari. |                  |         |
| 167 | Il giuramento nero 「黒の誓い」 - Kuro no chikai | 9 marzo 2021     |         |
| 167 | Vanica ricorda di aver combattuto contro qualcuno simile a Noelle, e ricorda che la persona era Acier, la madre di Noelle. Vanica uccide tutti i suoi subordinati e provoca esplosioni in tutto il regno, dicendo a Noelle di diventare più forte e che lei la aspetterà a Spade e porterà Loropechika con sé. Di ritorno al quartier generale del Toro Nero, Asta e Yami combattono Dante. Asta decide di risvegliare il suo potere sopito, e così facendo incontra il suo demone, che accetta di dargli parte del suo vero potere in cambio del suo braccio destro. Supportato da Yami, Asta riesce ad avvicinarsi a Dante e lo colpisce usando la katana di Yami, annullando il potere di Lucifero. Prima che Yami possa finire Dante, Zenon arriva con William ancora privo di sensi e lo cattura mentre recupera Dante. Zenon cerca di catturare anche Asta, ma viene fermato da Finral e si rende conto di essere ancora ferito dal suo ultimo combattimento con Yuno, quindi decide di ritirarsi portando William e Yami con sé lasciando Asta e gli altri devastati. |                  |         |
| 168 | I più forti si destano 「最強の胎動」 - Saikyō no taidō | 16 marzo 2021    |         |
| 168 | Owen esamina Gauche ed è stupito dalla sua guarigione, rivelando a Gray che la sua magia potrebbe non essere magia di trasformazione. Asta si rende conto che la katana di Yami è apparsa nel suo grimorio e cerca di lasciare l'ospedale ma viene fermato da Nacht, vice comandante del Toro Nero che si offre di insegnargli come usare il potere del suo demone. Nacht porta Asta a una riunione d'emergenza dei comandanti che non riconoscendolo, tentano di attaccarlo, ma Nacht sorprende tutti rivelando di possedere quattro demoni. Nacht rivela che Yami e William verranno sacrificati in una cerimonia di sette giorni e ha un piano per salvarli. Nacht rivela che addestrerà Asta a controllare il suo demone e renderlo più forte e farà in modo che una squadra d'élite invada Spade e salvi Yami e William e interrompa il rituale in due giorni. Nacht costringe anche Yuno a rivelare di essere il principe di Spade, rendendo alcuni comandanti insicuri di potersi fidare di lui, finché Yuno non promette di salvare Vangeance e Bell rivela che sta immagazzinando tutto il mana possibile in modo che possano sconfiggere Zenon. Nel frattempo, Noelle si risveglia in una regione di Heart e incontra Patry e gli altri elfi. |                  |         |
| 169 | Il rito del legame demoniaco 「従魔の儀」 - Jūma no gi | 23 marzo 2021    |         |
| 169 | Noelle scopre che con lei sono presenti anche Nero, Charmy, Leopold, Mimosa e Luck. Patry dice a Noelle che si trovano a Elysia, una regione magica e appartata di Heart, e che la guardiana di Elysia, Driade, aveva predetto loro di salvare Noelle e i suoi compagni. Si rendono anche conto che Elysia è il nuovo villaggio degli elfi, in quanto Tetia era sopravvissuta al massacro secoli fa grazie a Nero e che era incinta di due gemelli, e i residenti di Elysia sono i discendenti del figlio sopravvissuto di Licht. Noelle chiede agli elfi di aiutarli a diventare più forti e Patry si offre di insegnargli la magia definitiva della loro tribù. Nel quartier generale del Toro Nero, Vanessa e gli altri incontrano Nacht per la prima volta, il quale dice loro che se vogliono salvare Yami devono trovare un modo per diventare più forti. Nacht porta Asta in una casa abbandonata e, tramite un rituale, tira fuori il suo demone, in modo che Asta possa assoggettarlo completamente. Asta nota che il demone non ha intenzioni malvagie, e afferma che solo perché è un demone non significa che sia una persona cattiva. Sentendo questo, il demone ricorda una donna del suo passato che assomiglia ad Asta. |                  |         |
| 170 | Un futuro distante 「ハルカミライ」 - Haruka mirai | 30 marzo 2021    |         |
| 170 | Il demone ricorda di quando da giovane giunse nel mondo degli umani e fu accolto e allevato da una donna chiamata Richita che gli diede il nome di Liebe. Quando Richita fu uccisa da Lucifero nel tentativo di entrare nel mondo degli umani, questa usò la sua magia per confinare Liebe nel grimorio che poi sarebbe passato ad Asta. Asta sottomette infine Liebe, il quale capisce che Asta è il figlio di Richita e accetta di diventare suo amico. L'episodio termina con Nacht che si prepara ad addestrare Asta e Liebe con i suoi quattro demoni, Noelle e gli altri che si preparano ad allenarsi per diventare più forti, i comandanti insieme a Julius e Mereoleona che si preparano per la guerra imminente, e Yuno che si allena da solo per diventare più forte fino a quando non gli viene offerto aiuto da Langris. |                  |         |

## Home video
| Capitoli | Episodi | Data di uscita    | Fonte  |
| -------- | ------- | ----------------- | ------ |
| I        | 1–10    | 23 febbraio 2018  | [ 8 ]  |
| II       | 11–19   | 25 maggio 2018    | [ 9 ]  |
| III      | 20–29   | 27 luglio 2018    | [ 10 ] |
| IIII     | 30–39   | 26 novembre 2018  | [ 11 ] |
| V        | 40–51   | 25 gennaio 2019   | [ 12 ] |
| VI       | 52–63   | 26 aprile 2019    | [ 13 ] |
| VII      | 64–72   | 26 luglio 2019    | [ 14 ] |
| VIII     | 73–83   | 27 settembre 2019 | [ 15 ] |
| IX       | 84–90   | 29 novembre 2019  | [ 16 ] |
| X        | 91–102  | 31 gennaio 2020   | [ 17 ] |
| XI       | 103–112 | 24 aprile 2020    | [ 18 ] |
| XII      | 113–120 | 31 luglio 2020    | [ 19 ] |
| XIII     | 121–129 | 25 settembre 2020 | [ 20 ] |
| XIV      | 130–141 | 27 novembre 2020  | [ 21 ] |
| XV       | 142–154 | 26 febbraio 2021  | [ 22 ] |
| XVI      | 155–170 | 25 giugno 2021    | [ 23 ] |